# 我想成為影之強者！
《我想成為影之強者！》是逢澤大介所作的日本小説以及根據小說改編的漫畫、動畫。自2018年1月在小説投稿網站「成為小說家吧」以網路小説形式連載，截止至2023年9月含漫畫與小說系列累計銷量突破500萬部。在成為小說家吧中是屬於投稿類型眾多的異世界轉生類型小說之一。之後文庫化和漫畫化。故事講述崇敬潛伏闇影並狩獵闇影之人的高中生影野實，在車禍身亡後轉生為異世界卡蓋諾男爵家的長子席德·卡蓋諾成長冒險的經歷。
2021年2月26日所發行的《月刊Comp Ace》4月號封面上正式告知動畫化企劃進行中的消息。2023年2月22日宣佈將會製作第2季，於同年10月至12月播放。2023年12月20日宣布「劇場版 我想成為影之強者！ 殘響篇」製作確定。
遊戲《我想成為影之強者！Master of Garden》則是自2022年11月29日起先行推出日本版；國際英文版則在2022年12月18日，以「THE Eminence in Shadow RPG」的名義推出，繁體中文版則是由大宇資訊旗下的星宇互動娛樂取得代理權，於2023年10月5日發行。
漫畫版在2024年「BookLive!讀者票選」異世界·轉生漫畫類排行第8名，在2024「BookLive!讀者票選」的「讀者票選推薦最佳100部異世界漫畫」的排行榜中，位居少年漫畫·青年漫畫的第6名。

## 故事大綱
闇影庭園成立篇
小說：第1卷；漫畫：第1卷（第1－2話）；動畫：第一季（第2集）
日本高中生影野實憧憬著「潛伏於闇影之中，狩獵闇影之人」的「影之強者」的概念，積極鍛鍊自己，但在某夜因為發生車禍身亡，靈魂轉世至異世界成為卡蓋諾男爵家的長子席德·卡蓋諾。秉持著前世成為「影之強者」的執念，年紀尚小的席德救助遭惡魔附體的七個青梅竹馬，後來席德和獲得解救的7人長大成人，創立名為「闇影庭園」的組織。
亞蕾克西雅綁架篇
小說：第1卷；漫畫：第1－2卷（第3－6話）；動畫：第一季（第3－5集）
席德與亞蕾克西雅假交往，亞蕾克西雅被迪亞布羅斯教團綁架，席德被騎士團審問，暗影庭園拯救亞蕾克西雅，暗影與傑諾對戰，並用最強奧義蒸發地下設施。
學園恐怖攻擊篇
小說：第1卷；漫畫：第2－4卷（第7－14話）；動畫：第一季（第6－9集）
迪亞布羅斯教團假冒暗影庭園隨機殺人。席德在學園祭用路人式奧義與蘿絲對戰留下印象。不久副學員長魯斯蘭策劃恐怖攻擊，使用古文物干擾入侵者以外的魔力。席德用肉身擋下一劍，保護失去魔力的蘿絲。雪莉巴奈特調整古文物使魔力恢復。暗影庭園出現與迪亞布羅斯教團隊戰。雪莉目睹暗影殺死魯斯蘭。之後雪莉轉學。
女神的考驗篇
小說：第1－2卷；漫畫：第4－5卷（第14－19話）；動畫：第一季（第10－14集）
蘿絲愛上席德，為了結婚的未來，代替席德報名女神的考驗，希望席德可以得到父王的賞識。暗影代替席德出戰，並與歐蘿拉對戰。打敗後聖域的門打開。亞蕾克西雅，蘿絲，暗影庭園，暗影進入聖域調查。暗影用最強奧義蒸發聖域。亞蕾克西雅，蘿絲，貝塔組成同盟。
武心祭篇
小說：第2卷；漫畫：第5－7卷（第20－26話）；動畫：第一季（第15－20集）
席德偽裝成吉米奈·賽涅參加武心祭。多艾姆用藥物控制奧里亞納國王。公主蘿絲刺殺未婚夫未遂多艾姆逃亡，惡魔附體者發作，在地下道被暗影治好。武神貝阿朵莉絲出現，目的為尋找姪女。蘿絲回到武心季殺死父王，企圖自殺。吉米奈·賽涅公開身份為暗影，拯救蘿絲，蘿絲認出暗影是「超帥盜賊殺手」。愛麗絲與貝阿朵莉絲聯手對戰暗影戰敗。暗影對天空使用最強奧義離開。
無法都市篇
小說：第3卷；漫畫：第7－8卷（第27－33話）；動畫：第二季（第1－3集）
席德與姊姊到無法治都市討伐嗜血女王。歐蘿拉把力量借給克萊兒。
信用戰爭篇
小說：第3卷；漫畫：第8－10卷（第33－40話）；動畫：第二季（第4－7集）
四越商會發行紙幣，大商會聯盟效法。席德偽裝成約翰·史密斯，與製作假鈔介入四越商會和大商會聯盟的信用戰爭。大商會聯盟信用破產。阿爾法發現主人的偽裝，與暗影戰鬥，戴爾塔以外的七影以為被主人拋棄，但希妲把席德隨手寫的紙條當作暗號解開，發現金幣藏匿地點，撐過信用破產危機。七影又發現一切是主人的計畫。席德心虛逃離。
奧里亞納王國篇
小說：第4卷；漫畫：第10－12卷（第40－46話）；動畫：第二季（第9－12集）
666號蘿絲在戰鬥中發現母親，被俘虜帶回奧里亞納與多艾姆結婚。席德偽裝成伊普西龍（音樂家「西蓉」）的弟子進入奧里亞納。蘿絲再度被席德的真誠感動。暗影發現蘿絲的母親與多艾姆暗中串通。席德遺忘的戒指被蘿絲誤認為求婚的象徵。結婚典禮上蘿絲拒絕與多艾姆共度一生，並戴上席德戒指，父王現身，戳破多艾姆的謊言，並將一切交給蘿絲。莫德雷德發動黑色薔薇。暗影擊敗第四魔王，跳入黑色薔薇，貝塔跟上，兩人被傳送到日本。
回到日本篇
小說：第4卷；漫畫：第12卷－（第47－55話）；動畫：第一季（第1集）、劇場版「殘響篇」
席德與貝塔來到日本，發現地球也出現魔物，人類文明被毀壞，倖存人類聚集在分散的據點，靠有魔力覺醒的人類騎士消滅魔物。貝塔三天學會日文，以「xxx銀髮美少女精靈xxx」身份在匿名網壇開戰，席德則用「卍反叛的墮天使卍」加入戰局，最後貝塔因為發言太偏激被封鎖。貝塔用莫德雷德的頭顱打開異世界之門，並綁架西野茜回異世界。
迪亞布羅斯復活篇
小說：第5卷；漫畫：（第55-66話）
席德以為姊姊中二病發作。潔塔與559號企圖復活迪亞布羅斯，讓主人長生不老。克萊兒昏迷不醒。席德偽裝成鈴木·霍普。
十三夜劍篇
小說：第6卷；漫畫：第66話
一个月後，席德得知貪汙貴族十三夜劍，席德偽裝成小丑化名開膛手傑克，獵殺十三夜劍，之後克莉絲汀娜繼承開膛手傑克的道路，為王國清除毒瘤。
異世界新成員篇
小說：第6卷
西野茜加入暗影庭園，誤會影野實被捉，計畫拯救影野實。

## 登場角色
人名皆參考台灣角川出版的繁體中文版為準。

### 主角
席德·卡蓋諾／闇影（Cid Kageno／Shadow，聲：山下誠一郎（日本）；鈕凱暘（台灣））
本作主角。克萊兒的弟弟，卡蓋諾男爵家的長子。在6歲時已經是很強的魔劍士，15歲時入學就讀米德加魔劍士學園。現為16歲。
相當憧憬影之強者的存在，即使本身實力非常強大，平時卻努力成為不起眼的路人角色，讓人認為席德·卡蓋諾只是個平凡的學生。小時候救助了七個青梅竹馬（即後來的七影），並因為想耍帥而編造了關於惡魔憑依、迪亞布羅斯教團、魔人復活等種種設定告訴她們，但殊不知這些內容恰巧全部屬實。
有著入微的觀察力跟快速反應，從幼年開始就不斷的操控魔力鍛造肉体，惡魔附體者的症狀都只判斷為是魔力暴走的反應，就能自行徹底解決，由於從出生開始就長期煉洗自身的魔力將其升華，魔力的質跟量都相當的恐怖，雖然本人認為功效只有消除疲勞、魔力循環變好或治療輕微傷勢，但事實上更為恐怖，擁有高強度治癒能力(动画中甚至有再生的效果)，本人有些貪財，不好賭博，但出千的技術已達爐火純青，幼時就常常私下去狩獵盜賊奪取他們的財物並佔為己有，視那些犯罪份子為自己的存錢筒，時常用那些名貴的戰利品來耍帥沉思，讓熟知他真實身分的人都認為他其實背負著重大的堅定。
私底下以「闇影」之名義行事，無意間創造出異世界最強大的秘密結社「闇影庭園」。雖名義上為首領，但實質上並未參予組織的任何運作。其所有部下都相當崇拜於他，但本人有時卻誤認為組織某些成員並不是自己的手下，而是因救命之恩而陪他演戲、或者是花錢請來的臨時演員。幾乎靠手下主動報告來得知組織的各種近況，搞不清楚狀況又自行其事卻總是幫到手下，甚至將迪亞布羅斯教團成員當成只是實力強一點普通的罪犯。
透過「漆黑薔薇」回到日本後，在暗地活動被人們稱為「漆黑騎士」。
為扮演路人角色而創造「路人式奧義」四十八招，並成功的讓人認為席德的實力很普通；在變成闇影時，只想耍帥追求存在感、並創造出影之強者角色的奧義「I Am Atomic」，見識過闇影實力的人、幾乎都認為他的實力應該是世界第一、甚至可能是史上最強。如果單以魔力的保有量來說還比不上身為覺醒者的阿爾法等人，不過憑藉著神乎其技的魔力操控技術開發了獨特的魔力壓縮技術，藉由瞬間將魔力壓縮、釋放從而得到了超乎常理的爆發力，實現了人類本不可能擁有的破壞奧義「I Am Atomic」。
由於前世對武術的理解在加上科學的知識，創造了不少跨世代的產物跟技巧，因此導致闇影庭園及其相關組織短期內飛速提升，甚至國家層面的領導也高度重視。
影野實（Minoru Kageno，聲：山下誠一郎）
席德的前世，出身於日本，父母於故事開始前就因工作調職而帶同寵物狗約翰前往美國定居。一名重度中二病的高中生。受童年所接觸的作品影響，相當憧憬影之強者的存在。為了成為影之強者，進行了一連串高強度的鍛鍊並學習相關知識，個人戰鬥力已經達到職業軍人等級。在鍛鍊途中因感到瓶頸，故而開始追求魔力、氣的存在增強自身，卻於某日夜中因將車燈的軌跡誤以為魔力，隨即衝到道路上被卡車撞死進而轉生。
帥氣盜賊殺手（Stylish Bandit Slayer，聲：山下誠一郎）
席德在兒時狩獵盜賊使用的名稱。在蘿絲童年曾遭綁架時將其救出並以此名自稱，也推使蘿絲以練劍為志向。
吉米奈·賽涅（Mundane Mann，聲：綠川光）
席德在武心祭參賽時使用的身分，原身分是一名被斷絕關係的前貴族，相當懶惰的魔劍士，在5年前無人知曉的情況下死亡，由於體格相近而選擇變裝成吉米奈。
約翰·史密斯（John Smith，聲：福山潤（日本）；何志威（台灣））
席德在無法都市時和雪女合作時用的身份，自稱超級菁英特工，為避免暴露真實身份改以鋼絲為主要武器。打算製作假鈔介入四越商會和大商會聯盟的信用戰爭，引發經濟混亂的後果，意圖吞併雙方。實際上策劃了一齣為了拯救組織，化身為背叛組織超菁英探員的中二戲碼。
卍反叛的墮天使卍
席德的網路暱稱。
鈴木·霍普（Suzuki Hope）
原為席德的同班同學，班上沒什麼存在感的學生，因被教團無差別的魔力掠奪而死，後被席德假扮其身份。以鋼筆為主要武器，在教堂展現自己強大的觀察力和對抗圓桌騎士的實力使眾人驚訝，後得知為闇影假扮。
開膛手傑克（Jack The Ripper）
席德暗殺王國貪汙議員十三夜劍使用的身分，打扮成染血的小丑，以撲克牌為主要武器，為避免暴露真實身份，以特別滑稽的方式行動來制裁罪人，甚至不忘趁機捉弄人，做出像前世的偵探小說留下犯罪訊息、犯罪預告，同時以席德的身分來對開膛手傑克做推理，計畫讓開膛手傑克的名字作為傳奇載入史冊，將王國貪汙議員剷除後恢復闇影身分，但不知已經有人在繼續繼承開膛手傑克走過的道路。

### 闇影庭園

#### 七影
為暗影創立闇影庭園時創始的七名屬下成員，也是整個組織的領導階層。全由精靈族和獸人族的女性組成、且都由暗影親手治癒並直授魔力的惡魔附體者，為了打倒教團捨棄本名，從小在暗影的影之睿智的耳濡目染下，七影成員在各項領域中獨領風騷。
阿爾法（Alpha，聲：瀨戶麻沙美（日本）；林沛笭（台灣））
「七影」首席，15歲。精靈族金長髮的女性。英雄奧莉薇的後裔。
文武雙全，童年時在精靈之都是以國家灌注英才教育的瑰寶人才，後來惡魔附體者症狀發作而被囚禁於牢籠裡，因偶然經過的席德為掌握控制魔力暴走的方法對其進行實驗，卻意外的治好其惡魔附體者症狀，為報答救命之恩而選擇留在席德身邊，是席德最初教授劍術跟知識的弟子。平時任何事情都能冷靜應對，只有遇到跟席德有關的事情才會動搖(席德有麻煩或是跟席德有關的女性時)。
實際統籌闇影庭園的最高幹部兼領導者，也是讓其勢力壯大的才女，其教養、智謀和武力都有極高水準，平時七影的問題成員胡鬧搞事鬧到無法壓制時，幾乎全是阿爾法強制鎮壓調停，被伊普西龍稱為「全能超人」，其武力可以跟圓桌騎士抗衡，由於被米德加王國通緝因此與闇影一樣並未活動於表面世界。
貝塔（Beta，聲：水瀨祈（日本）；楊詩穎（台灣））
「七影」第二席，15歲。精靈族銀短髮的女性，左眼有顆淚痣，巨乳。和阿爾法是舊識，早在兩人尚未成為惡魔附體者前就已在社交界彼此認識。雖然只有胸部比阿爾法大、其他都略遜一籌，但在智謀、武力等各方面都有頂尖水準，屬於「萬能型」角色。戰鬥方式完全看不見個人風格，只是以忠實的方式徹底呈現暗影戰鬥技巧，被稱為〖務實〗。興趣是撰寫關於主人一切的暗影大人戰記，並在個人房裡牆上貼滿了暗影大人肖像畫和暗影大人語錄，但經常過度美化、加油添醋甚至會將小說中的女主角修改成自己，對暗影大人不敬的人都會想辦法報復修理一頓。她與亞蕾克西雅·米德加公主都察覺出對方的本性，而且基於同類相斥的原因、都很討厭對方。
表面名字為「夏目卡夫卡（Natsume Kafka）」，在表面世界中是家喻戶曉的知名作家，擅長將從席德口中所說的各種故事予以改編後加以寫作出書，成為了跨越戀愛、懸疑、動作、童話、純文學等所有領域的小說家，有著無數粉絲，被稱為千年難遇的天才小說家。聖域中心事件後秘密的和蘿絲·奧里亞納公主與亞蕾克西雅·米德加公主合作，暗中收集教團情報，實為有意接觸二位公主，以制止教團對二個國家的內部入侵，並藉此收集各項情報。
後意外與暗影穿越到地球的日本，她能在三天時間內將日文學習到可以溝通以及在網路上吵架的程度，並搜刮了大量地球的高科技物件和西野茜回歸，但似乎因次元的電磁波影響，全部無法使用。
伽瑪（Gamma，聲：三森鈴子（日本）；鄭郁欣（台灣））
「七影」第三席，17歲。精靈族黑長髮的女性。席德評價其頭腦相當聰明，在七影是最頂尖的，屬於「頭腦特化」角色。但運動神經及戰鬥天賦為零，連普通的走路都會摔得鼻血直流，但肉體的防禦力卻是相當頂尖，耐打程度在七影中相當強大，即使其能充分理解劍術的原理和招式卻完全無法實踐，也讓席德放棄教導劍術，吩咐對敵人直接在刀劍上用魔力打下去的兩人之一，因此稱號為「最弱的伽瑪」，平時看似笨拙，卻一心嚮往與闇影大人並肩作戰而每日努力刻苦鍛鍊，即使這些付出很難獲得回報，但在防禦和身體強度方面仍屬頂尖，同時也擁有巨大的魔力。闇影庭園的軍師，組織中影響力、地位僅次於暗影和阿爾法的第三人，若二人不在時則會擔任指揮的工作。
表面名字為「露娜（Luna）」，在表面世界中擔任四越商會的會長，以從席德那聽來的巧克力等在前世日本生活的商品和規劃種種敘述予以實現，發展出百貨公司、速食店、高級餐廳、豪華酒店、貨運、銀行、房地產、都市開發、石油開採等等，並運用自身高超的經商才能，奠定了其他商會無法模仿的不可撼動地位，同時各個國家都有四越商會的連鎖集團，闇影庭園的成員平常皆潛伏在四越商會內部擔任員工。
戴爾塔（Delta，聲：菲魯茲·藍）
「七影」第四席，15歲。獸人族（犬科狼族）的女性。席德評價其身體能力和戰鬥天賦皆在阿爾法之上，被公認為組織中的最強特攻武力，負責的任務全是最危險的，但因其笨蛋屬性所以容易被假動作欺騙，戰鬥時依靠身體能力和直覺橫衝直撞，完全浪費其天賦，讓席德教導劍術一直受挫，最後放棄教導，吩咐對敵人直接在刀劍上用魔力打下去的兩人之一。一旦使用武器，都是變化成粗糙巨大的史萊姆大型劍，被大家戲稱為『鐵塊』，破壞力足以將四周徹底夷為平地，被稱為〖暴君〗。和潔塔關係不好，一旦大鬧，只有阿爾法能徹底壓制雙方。
原本名字為「薩拉（Sara）」，為狼族長老之女（動畫版為族長之女），三歲展露出自己強大的狩獵天賦，十二歲時無論同輩前輩皆無人能出其右，但因惡魔附體被原本的部落追殺。第一眼見到席德就因天生的直覺感應到席德的強大而向其服從，對戴爾塔來說闇影庭園是她的家(如同族群部落)，因獸人的性格讓她只會服從強者的命令，所以本人只會聽從席德和阿爾法的命令吩咐，而自身相當單純的性格下，一直把席德當作部落的族長，更會無理性的想幫席德找一大群後宮生下後代成為最強的部落並征服世界。
在信用戰爭中追查偽鈔來源，馬上靠嗅覺認出約翰史密斯的真實身份即是暗影。但是由於頭腦太過簡單，無法使戴爾塔保密，所以暗影改用超緊急任務的說法，狩獵無法治都市的「暴君」加格諾，支開戴爾塔。其他七影一度以為戴爾塔任務失敗身亡，為戴爾塔流淚。
伊普西龍（Epsilon，聲：金元壽子）
「七影」第五席，17歲。精靈族的女性。在七影之中最為擅長魔力控制，可以把原本釋放出體外後會迅速消散的魔力收束控制，被稱為〖縝密〗，是闇影庭園除了闇影和阿爾法以外能治療惡魔附體者症狀的實際人員。外表智力跟武力似乎都很優異，但實際上身材矮小且貧乳、智力及武力在七影中都是倒數第二。對自己的身材相當沒自信，但為了讓心愛崇敬的闇影大人注意到她，以貝塔的巨乳為目標，每日不停的鍛鍊控制著史萊姆外衣和史萊姆『胸墊』，以達到身材曼妙、前凸後翹，且還增高，目標是使自己的「人工」勝於「天然」的貝塔；也順便將魔力控制能力鍛鍊至七影中最強。她對於席德總緊盯著她的胸部非常自傲，但她並不知道，這是因為席德打從心裡佩服她使用魔力控制史萊姆、藉此以假亂真的能力。平時對成員態度嚴厲，但一和暗影互動就會撒嬌，甚至時不時的誘惑。
表面名字為「西蓉（Shiron）」，在表面世界中的身份為知名鋼琴家與作曲家，以從席德那學來的各種名曲讓名聲響徹各國，諸如：「小狗圓舞曲」、「土耳其進行曲」、「亞麻色頭髮的少女」等，其中以貝多芬的「月光奏鳴曲」為代表作。
潔塔（Zeta，聲：朝井彩加）
「七影」第六席，獸人族（貓科金豹族）的女性。17歲。負責擔任密探、諜報活動，因任務緣故平時幾乎不會待在任何組織據點，自身相當冷酷寡言，很多事情都是一句帶過，只有暗影開口才會正常交流。和戴爾塔關係不好，一旦大鬧，只有阿爾法能徹底壓制雙方。實力優秀但不喜報告，無論什麼都能快速學會的全能人才，和其他人相比雖較晚加入七影，卻能極快速的成為七影中的頂尖人員，被稱為〖天賦〗，唯一的缺點是自身容易厭倦所以難以精通，但在諜報和暗殺方面卻仍是七影中最強且最擅長的。
原本名字為「莉莉姆（Lilim）」，曾為金豹族族長之女，天賦在同年齡中最為強大，但因惡魔附體的緣故而被教團介入，導致家破人亡並被教團綁架，運送途中被暗影所救，但也因此內心相當仇恨這個世界，與戴爾塔相同的獸人性格讓她只會服從強者的命令，所以內心極度崇拜闇影，甚至到了盲目的程度。
其性格在七影當中可以說相當極端，利用諜報行動做了不少小動作，例如成立了完全獨立於闇影庭園的部隊等等，甚至計畫和教團一樣的目的讓魔人迪亞布羅斯徹底復活，進而成為闇影的墊腳石，為此多少人犧牲都無所謂，更願意背負全部的罪孽，只為讓闇影成為世界君主。
希妲（Eta，聲：近藤玲奈）
「七影」第七席，精靈族的女性。17歲。性格我行我素，而且懶惰貪睡，負責研究技術與解析古文資料，同時四越商會的產品也幾乎是希妲設計的，其中最大的成就，是能夠讓惡魔憑依者可以達成如同吸血鬼的霧化技能。但性格幾乎趨近於瘋狂科學家，七影的其他成員都深知她的研究都能達到完美的再現，但過程都相當恐怖，為了探索真理甚至會對闇影庭園的成員進行實驗和試藥而讓成員們苦不堪言，也因此研究經費的撥款經常被阿爾法限制，理念是"實驗總是伴隨犧牲"，雖為研究員，但實力在闇影庭園也是異常的強者，除七影以上的成員幾乎無法阻止。認為學術都市拉瓦卡司的研究者全是些老頑固，但發現還是有優秀的研究員，對於貝塔帶回的異世界物件相當感興趣，甚至在統合以前闇影的影之知識後，延伸出電磁波的應用，也企圖想解剖貝塔帶回的人類，經常被七影的成員阻止。
幼時因長期接受主人闇影的影之知識的指導，遠遠勝於在精靈之都所學的知識量，對於闇影的智慧非常欽佩，內心非常想解剖闇影，為此不惜下藥、偷襲、哄騙等手段全都用上，但在闇影的高強實力面前都以失敗告終。學習方面非常優秀，短時間內就能理解日文的應用，同時也能用日文對話交流（而且日文能力比貝塔好）。
表面名字為「希妲・洛伊德・萊特（Eta Lloyd Wright）」，表面世界中為世界知名的建築設計師，利用從席德那聽來的現代建築物的外觀並加以實現，成為讓被稱為藝術之國的奧里亞納的國民們為之瘋狂的跨時代的建築設計師。建立在奧里亞納王國的商會甚至被稱為比王宮更加珍貴，無論如何都不能遭到破壞的藝術品。

#### 編號者
伊奧塔（Iota）
闇影庭園編號者「9號」。獸人族（兔科）的女性，個性相當陽光活潑，伽瑪的直屬部下，在四越商會成立之前就已經和伽瑪認識了。表面名字為「諾維姆・西爾瓦」，在四越商會負責廣告公關代言，同時負責相關的情貌收集，也因自身兔人的獸人特性，對於周邊感知相當敏銳，個性喜歡森林浴，但在四越商會工作的影響下融入文化圈，把自己打造成一個派對咖。
目前在小說未正式登場，只在手遊出場過。
拉姆達（Lambda，聲：長谷川育美）
闇影庭園編號者「11號」。古銅色肌膚的精靈族女性。闇影庭園的指導教官。
本名為「吉奈伊達（Zinaida）」，原貝卡達帝國上級軍人，被阿爾法等人治癒惡魔附體者的症狀後，在闇影庭園核心據點擔任教官。因在貝卡達帝國期間擔任情報官，深知各國的近況跟地形氣候，有時會擔任救援計畫的軍事顧問。
繆（Mu）
闇影庭園編號者「12號」。精靈族的女性，本身屬於黑暗精靈。身材性感，實力不俗，在醫療上有的不凡的見解，本人跟妮娜認識，因此可以推測是潔塔的直屬部下，在米德加學園醫務室的醫生，教團事件後以自己的校醫身分擔任克萊兒·卡蓋諾的主治醫療人員。
紐（Nu，聲：內田真禮）
闇影庭園編號者「13號」，原號碼「93號」。人族的女性，伽瑪的直屬部下。
實力不凡，甚至獲得阿爾法認可，在米德加王國負責暗影和闇影庭園的聯絡，同時兼任四越商會的秘書，擅長化妝技巧來進行偽裝，雖然平常看似溫柔穩重，但是在敵人或者是對暗影無禮的人面前，會展現出極為恐怖的性格。
本名為「妮可萊塔·馬爾克斯（Nicoletta Marquez）」，前任米德加王國侯爵千金，還是社交界之花，因染上惡魔附體者的症狀被家族除名，後加入闇影庭園重新開始人生，也是加入闇影庭園第一位人族的惡魔附體者。
派（Pi）
闇影庭園編號者「16號」，原號碼「81號」。獸人族（犬科）的女性，戴爾塔的直屬部下。有著黑白相間的毛皮和藍色的眼睛，外表像是西伯利亞哈士奇。戰鬥力強大，特別在搜索的技能比戴爾塔還要優秀，因為跟戴爾塔一樣的單純性格，導致被戴爾塔影響，甚至每天都在跟戴爾塔計畫要幫闇影找一大群後宮生下後代成為最強的部落並征服世界。
西格瑪（Sigma）
闇影庭園編號者「18號」。褐色肌膚的精靈族女性，貝塔的直屬部下。來自遙遠的和國，本身屬於黑暗精靈，隸屬於忍者組織，因染上惡魔附體者的症狀被組織追殺，在米德加王國被闇影庭園拯救後開始新的人生。因自身忍者的天賦很快成為編號者的一員，擅長情報收集。本人是夏目·卡夫卡（貝塔）的書迷，本性容易因一點小事而變得激動，因此時常壓抑本性以冷漠態度待人。
目前在小說未正式登場，只在手遊出場過。
希（Kai，聲：南真由）
闇影庭園編號者「22號」，原號碼「111號」。23歲。精靈族的女性，伊普西龍的直屬部下，和奧米伽為搭檔。金色短髮，右眼失明，帶有眼罩並用瀏海遮住。動畫版中個性有點古板正直，不擅長說謊。在四越商會的高級酒吧擔任調酒師。
本名為「卡莲·馮·赫爾佐格（Karen von Herzog）」，為帝國魔劍士的大貴族男爵，原「貝卡達七武劍」之一，同時也是前迪亞布羅斯教團幹部具名之子之一，外號『流星』，擅使長槍，因為惡魔附體者的症狀被教團追殺，家族也被帝國清洗，後因阿爾法等人拯救，並且在闇影庭園找到生存的意義，願意為闇影庭園效忠，也因此闇影庭園從他身上得到大量教團情報。
原本於小說WEB版登場，後在動畫版增加戲份，於在小說文庫版第六卷正式登場。
奧米伽（Omega，聲：前川涼子）
闇影庭園編號者「24號」，原號碼「122號」。24歲。精靈族的女性，本身屬於半精靈，伊普西龍的直屬部下，和希為搭檔。黑髮、有金色跟银色的雙異瞳、黑皮膚而且右臉和右半身都有紋身。在四越商會的高級酒吧擔任服務生。
本名為「奧利加（Olga）」，原貝卡達帝國軍教導官，性格相當桀驁不馴，以前對於在帝國軍工作沒有任何情感流戀，甚至會破壞集團的紀律。
原本於小說WEB版登場，後在動畫版增加戲份，於在小說文庫版第六卷正式登場。

#### 一般成員
559號／維多莉亞（559／Victoria，聲：伊藤美来）
闇影庭園號碼「559號」，精靈族的女性。18歲。在眾多編號者中，與蘿絲一樣是除了「七影」外，被闇影直授魔力的成員之一，因此經過鍛鍊後具有破格的實力，幹部候選人之一，聲望極高，但極度盲目崇拜闇影而被一部份成員視為危險分子。舉止冷酷而令人生畏，只有在闇影面前才會展露情感，對於任務只看成果不計過程，甚至覺得對闇影不相稱只會拖後腿的成員應當不留情的捨棄，內心對於666號的蘿絲認為是沒有資格被闇影直授力量的存在。
原本名字為「維多莉亞」，出身背景不明，資料僅顯示過去的身分被稱為「聖女」，曾因染上惡魔附體者的症狀瀕死時被闇影所救，並加入闇影庭園。目前正與七影之一的潔塔秘密計畫讓魔人迪亞布羅斯徹底復活，進而成為闇影的墊腳石。
664號（664，聲：富田美憂）
闇影庭園號碼「664號」，精靈族的女性，18歲。和665號與666號為同一小組的成員，並擔任組長。性格勤奮，經常責備蘿絲但相當關照同伴，之後奧里亞納王國和闇影庭園合作，在王宮內與665號一起擔任女僕。
原本名字為「奈美（Nami）」。
665號（665，聲：羊宮妃那）
闇影庭園號碼「665號」，精靈族的女性，17歲。和664號與666號為同一小組的成員。性格悠閒，在動畫版中設定為相當貪吃。之後奧里亞納王國和闇影庭園合作，在王宮內與664號一起擔任女僕。
666號／蘿絲·奧里亞納（666／Rose Oriana）
闇影庭園號碼「666號」，人族的女性，和664號與665號為同一小組的成員。
原本名字為「蘿絲·奧里亞納」，原奧里亞納王國大公主，為避免父王被控制導致王國落入教團手中，於武心祭殺死父王，本想自刎被闇影幫助其逃亡，後接受阿爾法邀請加入闇影庭園捨棄一切。之後奧里亞納王國和闇影庭園達成合作關係，作為新的女王一起共鬥教團。
詳見「蘿絲·奧里亞納」。
711號／米莉亞（711／Millia，聲：貫井柚佳）
闇影庭園號碼「711號」。
原本名字為「米莉亞」，前奧爾巴子爵的女兒，子爵反抗失敗後被當成人質（實驗體）。亞蕾克西雅綁架監禁時的室友，之後施打試驗覺醒劑變成失控的怪物，於街上大鬧時被阿爾法所殺。其後遺體被教團回收再度被改造為怪物，作為對付開膛手傑克的戰力，其後被闇影淨化回復原狀並加入闇影庭園。
712號／西野茜（712／Akane Nishino）
闇影庭園號碼「712號」。
原本名字為「西野茜」，席德的前世「影野實」的高中同班同學，日本西野財團的千金，也是活躍的女演員，在席德前世的世界發生魔獸災害後，因為哥哥的實驗，成為了日本的「始源騎士」，後席德和貝塔至地球，遭到貝塔綁架到闇影庭園。在闇影庭園發現內部有著不同於日本的魔力技術，並且有著諸多日本的文化，起初計畫在闇影庭園提高自己的價值以此獲得返回日本的條件，因為誤會以為闇影庭園的技術可能都是影野實遭到解剖強迫實驗得知，為了救出影野實，計畫借由加入闇影庭園，成為幹部來拯救影野實的作戰。
詳見「西野茜」。

### 米德加王國

#### 米德加學園
分為米德加魔劍士學園和米德加學術學園。
克萊兒·卡蓋諾（Claire Kageno，聲：日高里菜）
席德·卡蓋諾大2歲的姐姐。表面上經常對主角十分強勢也會欺負他，實際上是個十足的弟控，不允許任何人傷害他。很喜歡雖然平凡但總是能在關鍵時刻救助自己的主角。雖然知道弟弟有幫助她練出高超劍技，但自身絲毫不知無論是惡魔附體者的治療、魔力的提升等等都是自己弟弟無意間的幫助而成長起來。
卡蓋諾男爵家的長女，家族期待的新星，也是男爵家下任當家。於「武心祭」取得冠軍，也計畫在畢業後入緋紅騎士團。曾經出現過惡魔附體者的症狀，但在沒察覺的情況下被主角治好，之後在得知自己是惡魔附體者後，深怕自己離世後無人能夠照顧保護主角，因此想辦法想讓主角變強並加入騎士團。
曾為了幫弟弟累積功勞而一同前往無法都市討伐噬血女王，不料意外在紅之塔被重創，危機關頭災厄魔女歐蘿拉介入並強迫克萊兒與其簽訂契約，以幫助克萊兒治療傷勢並給予控制力量的魔法陣。因擔憂察覺自身的力量和被賦予的魔法陣而去調查魔人迪亞布羅斯教的資料，也因此常和歐蘿拉爭執，被主角認為是現實社會中二病覺醒的黑歷史。後為調查迪亞布羅斯並順便監視弟弟身邊的害蟲和亞蕾克西雅合作。
教團的事件中從學園司書長得知了教團的目的，為抑制教團的行動而奮鬥，途中一直在學習歐蘿拉的力量使用方法。在教堂被潔塔暗害，成為迪亞布羅斯左手和右手力量的容器，導致如今仍昏迷不醒。
亞蕾克西雅·米德加（Alexia Midgar，聲：花澤香菜（日本）；林沛笭（台灣））
米德加王國的第二公主。就讀米德加魔劍士學園，15歲。典型的高冷公主類型，實則內在性格惡劣，城府很深。透過關係識破了席德對她告白的目的。有抖S傾向，平時喜歡喝黑咖啡。因討厭作為未婚夫候選人的傑諾·古力菲，才需要與某人建立關係以避免與他結婚。席德和她交往只是一種表演，但當他渴望結束兩人的關係時，她對席德產生了真摯的感情。綁架事件結束後，亞蕾克西雅向席德提出繼續交往，但對方爽快地笑著拒絕了，於是自己也對他爽朗地笑一笑，然後把他給砍了。但本人平時還是相當在意席德，甚至想把席德強行拉入緋紅騎士團，若是得知席德和其他女生關係曖昧也會生氣。
作為魔劍士頗具水準，但是遠不及姊姊，甚至被戲稱為凡人之劍，而本人亦自知才能不足所以並不熱衷練劍，厭惡席德的劍法、因為就像照鏡子一樣，直到見到了闇影的平凡且完美的劍法，對其劍法深感佩服。將闇影的劍法視作目標，積極的把握機會學習闇影的動作而使的實力在短時間內大幅進步，但她不知道「闇影」的真實身份是席德本人。偶爾也會找席德一起對練。
在被綁架案之後，對於闇影庭園和迪亞布羅斯教團之間的目的十分在意，特別是闇影庭園的立場，希望能親自調查闇影有何目的而加入姐姐剛成立的緋紅騎士團。聖域中心事件後，秘密的和蘿絲·奧里亞納公主與知名作家夏目（實為貝塔）合作，暗中收集教團情報；她與貝塔都察覺出對方的本性，而且基於同類相斥的原因，都很討厭對方。奧里亞納王國婚禮事件結束後得知克萊兒在調查迪亞布羅斯的事情，要求雙方一起合作。教團的事件中從學園司書長得知了教團的目的，但和姐姐意見相左，導致只能各自調查，內心卻很相信闇影庭園，希望能和闇影一同聯合。
王國近年來發生的眾多事件，終於從自己父親口中得知一部分王國跟教團的關係，對於王國內發生的種種事情，仍然想貫徹自己的正義到終點。
蘿絲·奧里亞納（Rose Oriana，聲：白石晴香（日本）；鄭郁欣（台灣））
米德加魔劍士學園學生會長。17歲。奧里亞納王國的公主，有一個妹妹。幼時被綁架，遇到蒙面的席德襲擊盜賊團而獲救，對其劍法著迷而不顧他人反對練習劍術，並到米德加魔劍士學園留學。因為在跟席德對決時主角堅毅不服輸的精神（但實際上席德只是很興奮的表演路人式奧義），以及教團襲擊學院時席德捨身救助而愛上席德（但實際上席德這麼做只是為了裝路人），一直幻想著自己與席德美好的未來。聖域中心事件後秘密的和亞蕾克西雅·米德加與知名作家夏目（實為貝塔）合作，暗中收集教團情報；她並沒有察覺亞蕾克西雅·米德加的本性。
因察覺到父王被多艾姆·凱茲哈特洗腦控制，打算殺害多艾姆·凱茲哈特失敗後負傷逃亡，又因惡魔附體者症狀出現而無法自在控制魔力，之後其症狀被闇影治癒。為避免父王被控制導致王國落入多艾姆·凱茲哈特手中，於「武心祭」親手殺死父親，本想自刎被闇影幫助其逃亡，之後接受阿爾法邀請加入闇影庭園，捨棄一切，但仍舊掛念著主角（她並不知道闇影跟席德·卡蓋諾是同一個人）。其組織代號為「六六六號」。
當教團欲奪取漆黑薔薇，召喚魔人諸神黃昏的前奏時，得知了許多國家內部黑暗內心幾乎崩潰，但最終在席德彈奏月光下，留下關鍵的契約戒指（實際上是被席德遺忘了，但被誤會是結婚戒指），和戒指內父王留下的遺言後不再迷茫，但也因此和各國斷絕關係甚至被教會誣衊。之後決心成為強大的王者，在闇影庭園的全面支持下，帶領奧里亞納王國對抗教團。
雪莉·巴奈特（Sherry Barnett，聲：會澤紗彌）
16歲，米德加學術學園的學生，副學園長的養女。米德加學術學園的才女，王國內最為頂尖的古代文物研究人員，但也因為求學期間全心投入於研究中，所以身邊沒有什麼朋友，除研究以外做事也相當迷糊，因此對於給自己巧克力的席德，是他最珍惜的第一個朋友，其實席德只是第一眼看見雪莉就隨便給了最高級巧克力，但被誤會是一見鍾情，所以先從朋友做起。
幼年時親眼目睹母親死亡，但並不知道收養自己的魯斯蘭·巴奈特是殺母兇手。在學園恐怖攻擊事件最後目睹闇影殺死養父，至此都不知曉養父的真面目。後和席德道別前往學術都市拉瓦卡司留學，後得知在拉瓦卡司學術界發表了創新的研究，連希妲都對於相關的論文感興趣。
尤洛·加里（Hyoro Gari，聲：松岡禎丞）
加里男爵家次男，席德的好友，金髮男。在班上成績偏低，好色喜愛搭訕，常常不和席德商量就直接行動，對別人的隱私也完全不會幫忙隱瞞，而且喜歡賭博輸的身無分文。
賈卡·伊莫（Jaga Imo，聲：松重慎）
伊莫男爵家次男，席德的好友，光頭男。在班上成績偏低，好色喜愛搭訕，會對喜歡的人死纏爛打，並將對方的喜好隱私等等調查得一清二楚，讓人覺得是跟蹤狂。
妮娜（Nina）
克萊兒的同級生兼好友。18歲。學院成績排名偏後段，稱席德為小老弟，也很關照席德，常常幫席德寫作業、準備小抄、請客吃飯等等，幾乎是事事順從，甚至曾因為席德想閱讀禁書，便直接闖入學院禁書區盜取藏書，只是事後在克萊兒詢問後堅決否認。實際上為潔塔的私人部下，實力強大，但不屬於闇影庭園的成員，奉上級命令陪伴在克萊兒身邊監視兼任保護的任務。
克莉絲汀娜·霍普（Christina Hope）
霍普公爵家的千金，16歲。席德的同班同學，班上排名前五名的資優生，自身雖然重視身分階層，但本人比起貴族定位更在乎道德觀價值。在教堂感覺分家的鈴木（實為闇影假扮）變化和表現非常意外，認為他隱瞞自己的實力是有什麼重要的原因，甚至打算讓其接受本家的栽培，更在教團的事件中喜歡上鈴木。在得知鈴木其實是闇影假扮之後，更是迷戀上闇影。
教團事件後跟亞蕾克西雅公主揭發伊萊莎副會長的惡行，但因為十三夜劍的強大後臺，導致自己被十三夜劍列為暗殺目標。其間收到闇影假扮的開膛手傑克送來的訊息，以及亞蕾克西雅分享的狀況，對自己父親跟國家感到失望透頂，逐漸開始詢問自己未來的道路。在十三夜劍被斬殺後，得知開膛手傑克是闇影假扮，認為闇影在展現自己充滿鮮血的道路，同時告訴自己陷入腐敗的國家要以更大的惡才能斬斷邪惡，後來戴上小丑面具以開膛手傑克的名義獵殺迪亞布羅斯教團成員。
鈴木·霍普（Suzuki Hope）
霍普公爵家分家成員，席德的同班同學，班上沒什麼存在感的學生。平時席德會參考對方來改進自己路人的方式，被教團無差別的魔力掠奪而死，後被席德利用其身份假扮。
伊莱莎·達庫艾肯（Eliza）
米德加王國的侯爵千金，米德加魔劍士學園學生副會長。認定貴族至上，階級關係分明，教團事件利用貴族身分命令其他學生強制性轉讓魔力給自己，使得部分學生因此犧牲，後被席德假扮的鈴木識破並強制性的威脅性命，不得不歸還魔力給其他學生，因此記恨上鈴木。
教團事件後因惡行被克莉絲汀娜跟亞蕾克西雅揭發遭到審判，但因為家族背後力量龐大被宣判證據不足不起訴，進而讓席德得知米德加王國暗地的貪汙貴族十三夜劍，更因此使得席德假扮開膛手傑克將十三夜劍一個個暗殺，令家族一週內徹底崩滅。原本打算召集十三夜劍的後人企圖東山再起，最後被克莉絲汀娜假扮的開膛手傑克殺死。
奏（Kanade）
米德加魔劍士學園學生，16歲。下級貴族之女，成績普通，因教團事件被副會長伊萊莎威脅，事件後在伊萊莎的惡行被克莉絲汀娜跟亞蕾克西雅揭發，被王國的貪汙貴族十三夜劍列為暗殺目標。本人跟席德一樣有些貪財且厚臉皮、欺善怕惡，也不太會隱藏自己的慾望，為了安全甚至打算拿公主當擋箭牌，被席德評價為未來定會名留青史（惡名）。

#### 緋紅騎士團
愛麗絲·米德加（Iris Midgar，聲：日笠陽子）
「緋紅騎士團」的團長，米德加王國的第一公主，亞蕾克西雅·米德加的姐姐，對自己的妹妹相當呵護，不喜歡喝苦咖啡，但在武心祭聽從席德的建議下喝咖啡牛奶。米德加魔劍士學園的畢業生，米德加王國中最強的魔劍士。是統領王國騎士團的優秀王族，上任「武心祭」的冠軍。
性格有點古板，雖有為了正義堅持的精神，但沒有任何政治才能，只能像人偶般以王國最強的象徵為使命，因王國被恐怖組織影響而成立緋紅騎士團，組織人脈進行各方面的調查。在自己妹妹綁架、學園恐怖事件、聖地事件等等都發現自身的影響力不足，決意以武心祭獲勝來增加聲望，但被暗影攪局使武心祭大亂，即使和武神貝阿朵莉絲聯手依然慘敗於暗影。
在武心祭中體會到暗影的壓倒性實力後極度焦慮，為了提昇自己的實力而將一切事物拋下。認為暗影庭園與教團皆為國家的不安定因素，皆須將其從國家排除。第五卷已重整緋紅騎士團，但新任副團長和內部成員被教團滲透，認定教團只是闇影庭園偽裝的虛擬組織，而真正該排除的則是闇影庭園，為此甚至和妹妹亞蕾克西雅分道揚鑣。
紅蓮（Glen，聲：山本祥太）
「緋紅騎士團」的副團長，外號「獅子髯」，在學園恐怖攻擊中被雷克斯殺死。
馬可·格蘭傑（Marco Granger，聲：安田陸矢）
「緋紅騎士團」的成員，為人單純正直，曾為紐的未婚夫，學園恐怖攻擊中受重傷昏死，差點被紐殺人封口。

#### 大商會聯盟
卡達（Garter Kikuchi，聲：茶風林）
卡達商會前會長。大商會聯盟會長，迪亞布羅斯教團的信徒，掌握米德加王國的商場，外表是品格高尚的生意人，實則心狠手辣，暗地利用自己的私軍假裝成山賊強盜剷除異己，但始終無法阻擋四越商會的崛起，後統合所有商會組成大商會聯盟，配合月丹跟四越商會發動信用戰爭，最終因信用崩壞而破產，被米德加王國逮捕判刑。
『四葉』（Clovers）
卡達商會的私人軍隊『四葉』成員。
一葉（Leaf One，聲：八代拓）
人族，技巧熟練的魔劍士。被伽瑪意外跌倒時扔出的劍殺死。
二葉（Leaf Two，聲：大塚剛央）
人族，技巧熟練的魔劍士。被紐殺死（動畫版被希殺死）。
三葉（Leaf Three，聲：佐佐木義人）
人族，技巧熟練的魔劍士。被紐殺死（動畫版被奧米伽殺死）。
四葉／薩布拉（Leaf Four／Zabra，聲：坂泰斗）
獸人族，戴爾塔的哥哥之一。被戴爾塔殺死。

#### 王族
克勞斯·米德加（Klaus Midgar，聲：三上哲）
米德加王國的國王，愛麗絲和亞蕾克西雅的父親。對於國內許多事情都是採取消極應變的作風。迪亞布羅斯教團跟聖教的勾結等等，都因為不希望讓王國也陷入危機而一直在隔岸觀火。
跟亞蕾克西雅透露自己知道國家的各大黑暗面，但對於自己沒有任何實力，所以一直巧妙的相處方式來應對。但近幾年在闇影庭園跟四越商會的發展，世界經濟發生巨大的變動，導致迪亞布羅斯教團組織開始動盪，同時也一直關注迪亞布羅斯教團跟闇影庭園的爭鬥，對於愛麗絲在接觸迪亞布羅斯教團的同時，也希望亞蕾克西雅能跟闇影庭園接觸來保存王室血統。
原作小說沒有名字，僅用米德加國王來稱呼，動畫版名字設定為「克勞斯」。

#### 貴族
奧頓·卡蓋諾（Mr. Kagenou，聲：間宮康弘）
卡蓋諾男爵，克萊兒和席德的父親。有嚴重禿頭，而且在家是妻管嚴，地位很低。
奧坎·卡蓋諾（Mrs. Kagenou，聲：中原麻衣）
卡蓋諾男爵夫人，克萊兒和席德的母親。把丈夫管的死死的，可以說是卡蓋諾家真正的一家之主。
奧爾巴（Grease）
詳見迪亞布羅斯教團。

#### 國民
路克蕾亞·克勞利（Lukreia）
雪莉的母親，古文物研究者，因為過於聰穎遭到學術界排擠。研究「貪婪之眼」時發現其危險性，認為「貪婪之眼」應交給國家管理而被魯斯蘭殺死。

### 奧里亞納王國

#### 王族
拉斐爾·奧里亞納（Raphael Oriana，聲：青山穰）
奧里亞納國王，蘿絲的父親。本人一直了解國家黑暗的真相，一直想擺脫暗中操作國家的教團的控制，從中做了許多小動作，比如讓公主至國外留學、更動契約戒指的持有人等等，但實力不足，被多艾姆·凱茲哈特用藥物控制洗腦，讓多艾姆·凱茲哈特成為蘿絲的未婚夫，最後在「武心祭」被蘿絲殺死，以免成為造成戰爭的工具。於契約戒指上留下尚未被控制洗腦前的證言影像（遺言），揭發多艾姆的罪刑和事證，並留下對女兒蘿絲的信賴並將國家託付給她的遺言。
原作小說名字為「拉斐爾」（Raphael），動畫版名字更改為「蓋魯克」（Geerk）。
蕾娜·奧里亞納（Reina Oriana，聲：皆口裕子）
奧里亞納王妃，蘿絲的母親。文庫版登場，與多艾姆私通相戀並背叛了丈夫，在丈夫的食物中下毒，協助多艾姆用藥物控制洗腦丈夫，並主張殺死身為親生女兒的蘿絲，希望讓多艾姆登上王座並嫁給他。在蘿絲的婚禮事件中被莫德雷德所殺。
蘿絲·奧里亞納（Rose Oriana）
奧里亞納王國的大公主，後成為新任女王。
詳見「蘿絲·奧里亞納」。
克拉拉·奧里亞納（Clara Oriana）
奧里亞納王國的二公主。Web版為蘿絲的妹妹，文庫版尚未登場。

#### 貴族
格蘭特（Grant）
奧里亞納王國侯爵，反宰相派主要人物，米德加王國在武心祭後將蓋魯克國王的遺體交付，導致奧里亞納王國內亂。
多艾姆·凱茲哈特（Perv Asshat）
詳見迪亞布羅斯教團。

#### 國民
瑪琳（Marie，聲：M·A·O）
原本是在無法都市，隸屬於雪女麾下的娼妓。在紅月的暴亂中被闇影所救，之後逃離無法都市，到奧里亞納王國賽修城開設酒吧兼酒吧老闆。動畫中是開設旅店。
瑪格麗特（Margaret，聲：上田麗奈）
服侍奧里亞納王家的女僕，蘿絲公主的貼身女僕，從小陪伴蘿絲。以為蘿絲背叛國家而疏離，但被蘿絲從魔物攻擊中拯救，重新相信蘿絲。
凱文（Kevin，聲：川田紳司）
奧里亞納王國王城衛兵，對瑪格麗特有好感。

### 武心祭參加者
安妮蘿潔·芙西亞娜絲（Annerose，聲：若山詩音）
21歲。前帝國魔劍士「貝卡達七武劍」之一，同時也是通過女神的考驗的強大魔劍士，後踏上修行的旅途捨棄七武劍名號離開祖國貝卡達。
首次參加武心祭前目睹吉米那被揍一頓但幾乎毫髮無傷，認為對方乍看是小人物，實則非常強大。之後觀看吉米那的比賽發現他有自己眼睛跟不上的速度，也試圖模仿對方的動作，來以此做比較的不服輸性格，但在旁人看來反而像是在作怪事。對戰前雖有採取應對措施，但仍不即吉米那的劍技和速度落敗。之後再度踏上旅程，以吉米那這樣的劍士為目標。武心祭落敗後雖有邀請吉米那入貝卡達帝國效命，但被拒絕。
奎頓（Quinton，聲：三宅健太）
實力強大的魔劍士，外表滿身傷疤，性格很差，不喜歡弱者參加比賽，在武心祭慘敗於闇影假扮的吉米那。後和哥德·金麥齊一起狩猎噬血女王，在無法治都市慘敗在紅之塔的看門人銀色惡魔，被無法治都市居民變賣成奴隸，後順利脫逃。
哥德·金麥齊（Goldoh Kinmeki，聲：興津和幸）
武心祭的常客，被稱為「不敗神話」，但不喜歡這個稱號所以自封「常勝金龍」，實際上只是碰到比他強的就棄權，但他仍是能確實看穿對手的實力的強大魔劍士，在武心祭誤判闇影假扮的吉米那的力量慘敗。後和奎頓一起狩猎噬血女王，在無法治都市慘敗在紅之塔的看門人銀色惡魔，被無法治都市居民變賣成奴隸，後順利脫逃。
貝阿朵莉絲（Beatrix，聲：小松未可子）
被尊稱為「武神」的精靈族劍聖，第一屆「武心祭」冠軍。性格有話直說，因為對於外表、個性、頭銜、威力等外在的東西都毫不在意，所以常人無法察覺她的實力。為了尋找失蹤的姪女而旅行，與阿爾法面容相似。
其實一眼就看出了席德的實力，但是在其試探時被席德的偽裝所騙，而沒有深究，卻仍判定席德擁有一流的資質，未來必會成為強者。實力在愛麗絲公主之上，然而在「武心祭」時與愛麗絲公主聯手挑戰闇影卻依然不敵。
岡扎勒司·馬丘姆（Gonzales Machom）
吉米那第三場比賽的對手，在比賽開始的瞬間被吉米那擊倒落敗。

### 無法都市
不屬於任何一個國家，聚集了全世界邪惡、財富跟力量的巨大貧民窟，當中以三座塔為無法都市的頂點，紅之塔因為紅月使吸血鬼的傳說再現，最終被其他二塔加上闇影等人一起覆滅、黑之塔被闇影庭園的指使下被覆滅，其後白之塔君臨無法都市，但實則白之塔首領早以跟闇影聯合加入闇影庭園，無法都市已被闇影庭園掌控。

#### 深紅之塔
伊莉莎白（Elisabeth，聲：早見沙織（日本）；林沛笭（台灣））
吸血鬼女王的血之真祖，人稱「噬血女王」。期望與人類和平共處卻在千年前的紅月時被克里姆森所害而暴走，一夜之間滅掉了一個國家並且在紅月期間的三天中重創三個國家，紅月結束後恢復理智企圖自殺而未果。千年後依然被克里姆森所利用，不過先是被瑪莉與貝塔等人阻擋，後又遭闇影的襲擊，最終被闇影治好了魔力暴走後與瑪莉一同隱居。
瑪莉（Mary，聲：加隈亞衣（日本）；蔡雅如（台灣））
自稱「最古老的吸血鬼獵人」，非常熟知吸血鬼的弱點，相當冷靜沉著。實際為伊莉莎白的侍從，同樣追隨女王與人類和平共處的期望。為了阻止克里姆森的企圖而行動，與克萊兒前往紅之塔一同行動，最後與被闇影治好伊莉莎白一同隱居。
克里姆森（Crimson，聲：杉田智和（日本）；何志威（台灣））
吸血鬼族男性。無法治都市三大勢力之一的首領。千年前的紅月時在伊莉莎白的食物中混入人血，造成在伊莉莎白暴走，伊莉莎白被封印後成為首領。企圖在下次紅月期間利用吸血鬼女王引發戰亂，但是在女王完全復活前就被闇影所殺。
銀白惡魔（White Demon，聲：福島潤）
紅之塔的「看門犬」，過去人稱「銀白惡魔」。過去前來紅之塔挑戰敗給克里姆森成為看門犬。曾遇上前來紅之塔挑戰的奎頓和哥德，以壓倒性的實力將其擊敗。在紅月的暴亂中企圖對戰闇影但被反殺。

#### 純白之塔
雪女（Yukime，聲：伊藤靜（日本）；楊詩穎（台灣））
人稱「妖狐」。獸人．妖狐族的女性，在妖狐族中覺醒為最特殊的九尾妖狐（動畫版被稱之為妖狐族傳說中的力量，金毛九尾）。無法治都市三大勢力之一的首領，統領無法都市的歡樂街，同時也在無法都市之外經營雪狐商會。
幼時曾和大狼族的月丹是情侶，並且二族因此聯姻結合，但因迪亞布羅斯教團而家破人亡，母親族人也被一心想要獲得權力的月丹殺死，自己背部也被砍傷，在危機時被闇影所救，為了復仇把自己的心冰封，輾轉在各地流浪最終在無法治都市創立自己的勢力，成為三大頂點之一。
紅月事件結束後動用關係找上了闇影，和闇影合作介入四越商會和大商會聯盟的信用戰爭，意圖吞併雙方，但目的並非是賺錢，實則是為了為了向控制大商會聯盟的月丹復仇。最終因念及舊情未對月丹下狠手反被重傷昏迷，再度被闇影所救，在治療過程中回憶起當年救過他的人就是闇影，雪女也在此時戀上闇影。後從阿爾法得知當年所有真相，加入闇影庭園，以雪狐商會暗中支持四越商會來對抗教團。
奈津（Natsu，聲：市之瀨加那）
雪女的兩位親信之一，獸人，香奈的姊姊。
香奈（Kana，聲：朝日奈丸佳）
雪女的兩位親信之一，獸人，奈津的妹妹。

#### 漆黑之塔
加格諾（Juggernaut，聲：小山剛志（日本）；孟慶府（台灣））
人稱「暴君」。無法治都市三大勢力之一的首領。前來紅之塔大亂，當中遇上克萊兒和瑪莉兩人，由於殺害克萊兒未遂一事被席德（闇影）記恨，最後被受到闇影指使的戴爾塔狩獵而死。

### 魔劍士協會
克勞蒂亞（聲：小市真琴）
魔劍士部隊總隊長，為了討伐噬血女王而被招集的魔劍士，危急時刻被闇影救下。
格雷恩
魔劍士。為了討伐噬血女王而被招集來的魔劍士。

### 迪亞布羅斯教團

#### 圓桌騎士
洛基（Loki）
迪亞布羅斯教團「圓桌騎士」（席位不明）。
和芬里爾長期保持敵對關系的派系的首領，因闇影庭園的威脅，意圖讓所有圓桌合作，狩影顎計劃的盟主。被暗影評價是個相當強的人。
赫爾（Hel）
迪亞布羅斯教團「圓桌騎士」（席位不明）。
耶夢加德（Jormungandr）
迪亞布羅斯教團「圓桌騎士」（席位不明）。
希瓦（Shiva）
迪亞布羅斯教團「圓桌騎士」前第5席。四臂獸人，領導獸人族部落吉祥族統一了獸人社會後成了獸人族的大英雄。如果只看武力與勢力版圖，據說其影響力超過芬里爾派系。當時空缺的第5席，於情於理都應由第6席的芬里爾接替，卻突然轉由希瓦擔任，可見其影響力之大。隨後因為其第一個女兒出現惡魔附體者的症狀，之後沒多就放棄了第5席的地位，也拒絕服用迪亞布羅斯精華而迅速衰老，最後選擇蓋棺自盡。
芬里爾（Fenrir）
迪亞布羅斯教團「圓桌騎士」第5席，初期圓桌成員之一。持有魔劍「血牙」，在遙遠的過去被稱爲最強魔劍士，是一名位於米德嘉爾地區的惡鬼，使用古流劍術。
長期在暗中控制米德加王國，並且計畫復活封印在米德加學園中的迪亞布羅斯右臂，但因闇影庭園的介入導致惡魔附體者捕捉幾乎失敗、第二王女的綁架案使自身派系成員大幅減少，對付四越商會的信用戰爭幾乎損失組織的大半經費，對於自己部下的無能相當不滿，但為解封右臂的封印，親征米德加學園，利用教團新研發的古文物，吞噬大量學生的魔力加速解封的進度，導致學院傷亡慘重，最終在教堂被闇影學會其奧義空蟬所反殺，死前被闇影敘述武道無境界巔峰的說法相當後悔，被暗影當成只是一個一般的恐怖份子。期後芬里爾派系在短時間內被潔塔跟維多莉亞摧毀。
莫德雷德（Mordred，聲：子安武人）
迪亞布羅斯教團「圓桌騎士」第9席，外號「超人魔劍」。持有古代精靈族失傳的古文物「魔劍遁形」。
奧里亞納王國幕後主使者，一直在暗中支配王國並企圖奪取漆黑薔薇的力量召喚諸神黃昏，在計畫徹底在王國人民面前暴露後，利用漆黑薔薇意圖殺死全部市民，但不敵貝塔和伊普西龍，途中透露了王國的歷史真相和教團調查的研究報告，卻不料一切都在對方掌握之中導致計畫徹底失敗，最終吞下諸神黃昏的肉塊意圖反抗，仍不敵闇影被蒸發屍骨無存，更被闇影稱之為如野獸般失敗作，後頭顱被傳送至日本，在闇影和貝塔將其回收後重現漆黑薔薇，成為回歸的鑰匙。
文庫版在與闇影庭園最終對決中被闇影所殺，Web版還尚在與闇影庭園暗鬥還未死去。
佩特斯（Petos）
迪亞布羅斯教團「圓桌騎士」第10席。曾使潔塔家破人亡幾至滅族的元凶，2年前因前任第10席被闇影所斬殺，進升成為現任圓桌騎士的成員。
傑克·涅爾森（Jack Nelson，聲：麥人）
迪亞布羅斯教團「圓桌騎士」第11席，外號「貪婪」。聖地林德布爾姆代理大主教。實力偏弱，只能依靠聖域的力量抗敵，本身主要作為研究人員，開發出迪亞布羅斯精華等等產物。
在主辦女神的考驗時被闇影庭園強行介入打開聖域大門，並且被迫將教團的歷史和圓桌騎士的秘密透露出去，最終在聖域中心被闇影奧義所毀滅，身體被蒸發屍骨無存。
魯斯蘭·巴奈特（Lutheran Barnett，聲：大塚芳忠）
迪亞布羅斯教團「圓桌騎士」前第12席。米德加學園副學園長，雪莉·巴奈特的養父，也是殺死雪莉的母親的人。曾是武心祭冠軍，但最終因病退出圓桌騎士，但一直不放棄治療，多年來一直利用雪莉母女來研究古文物來尋找治療的方法。
以「瘦騎士」身分主導並策畫學園恐怖攻擊並嫁禍給闇影庭園，之後被闇影所殺。闇影刻意使用他殺死雪莉·巴奈特母親的手法來殺死他，因此使其在死前意識到闇影真實身份。

#### 次席候補
傑諾·古力菲（Zenon Griffey，聲：松風雅也）
迪亞布羅斯教團「圓桌騎士」第12席候補者。米德加魔劍士學園劍術老師，候爵，亞蕾克西雅二公主的未婚夫候補之一，王國知名的王都武心流國家級劍術教師。
為了加速自己在教團上位的日子，與白衣研究員（聲：野島裕史）策劃亞蕾克西雅的綁架案，並嫁禍給席德，之後被闇影所殺。
多艾姆·凱茲哈特（Perv Asshat，聲：速水獎）
迪亞布羅斯教團「圓桌騎士」第12席候補者。奧里亞納王國凱茲哈特公爵家的次子，蘿絲公主的未婚夫。
在武心祭前夕和蕾娜王妃私通，利用彼此的關係對國王下藥控制整個王國，並意圖綁架蘿絲公主，後來意外的被闇影阻止。武心祭後，奧里亞納王國開始分裂，多艾姆欲奪取國家的禁忌歷史的漆黑薔薇，並計畫和蘿絲結婚取得控制權，不料在全國人民面前陰謀敗露，甚至被蘿絲重創，最終因任務失敗被莫德雷德所斬首殺死（Web版是被闇影綁架後拷問而死）。
月丹（Gettan，聲：浪川大輔）
迪亞布羅斯教團「圓桌騎士」第12席候補者。獸人族．大狼族的男性，外號「劍鬼」，雙眼盲目，年輕時被教團利用而家庭破滅，導致自己親手將自己所有重要的事物全部消滅，一味追求力量加入教團，因此變得心狠手辣。
吞併王國各大商會組成大商會聯盟，甚至打算利用經濟戰爭使大商會聯盟崩壞來跟四越商會同歸於盡，意圖鬥垮四越商會，卻不料因雪狐商會的介入而計畫重創。在與闇影戰鬥中戰敗，並回憶起以前自身的弱小導致失去更多，最終將雪女託付給闇影而死，而留下的遺書也成為了雪女對抗教團的契機。

#### 具名之子
雷克斯（Rex，聲：岡本信彥）
迪亞布羅斯具名之子之一，外號『叛變遊戲』。進行學園恐怖攻擊並嫁禍給闇影庭園，在學園中殺死紅蓮，之後被闇影所殺。
關德伊（Kouadoi，聲：濱野大輝）
迪亞布羅斯具名之子之一，外號『疾風』。在教團利用王妃取得契約戒指時，與559號對戰最終被其所殺。
馬西米連諾
迪亞布羅斯具名之子之一，外號『冷徹』。在Web版中於奧里亞納王國監獄第二王女逃獄事件裡被被闇影所殺，文庫版尚未登場。
约翰（Jean）
迪亞布羅斯具名之子之一，外號『黑暗微笑』。米德加王國子爵，同時是第三騎士團的四番隊隊長。在學園中奉命復活迪亞布羅斯右臂企圖綁架克萊兒·卡蓋諾，因發現了歐蘿拉附身在克萊兒·卡蓋諾的力量，被潔塔所殺。
暗蜘蛛（The Black Spider）
迪亞布羅斯具名之子之一。實力在具名之子中相當靠前，本來想要殺死目擊者席德、然後被闇影當作是小偷而斬殺，屍體落下後恰巧被學園銅像的劍穿刺，而造成學園內的轟動。

#### 其他迪亞布羅斯之子
奧爾巴（Grease，聲：小山力也）
子爵。策劃綁架克萊兒·卡蓋諾的首謀者。在秘密基地中被闇影庭園襲擊，之後被闇影所殺。有一個名為米莉亞的女兒，也是被教團綁架的惡魔附體者，但奧爾巴到死之前都不知情，最後她被阿爾法救出，恢復成原本的少女樣貌後消逝而去。
維諾姆（Venom）
『行刑者』。在「女神的考驗」前夕聽從涅爾森的命令殺死大主教杜雷克。在女神的考驗會場中本要偷襲伊普西龍，卻不甚砍落對方極其在意的史萊姆『胸墊』，被伊普西龍當場分屍。
細柳（Willow）
米德加學園司書長，芬里爾派成員，傑諾的師父，曾在武心祭上獲得了優勝得以加入了騎士團，意圖將教團毀滅糾正國家不正之風，但被芬里爾擊敗並用家人威脅而絕望的加入教團。奉命綁架亞蕾克西雅和克萊兒，被暗影當成變態教師擊敗，死前對亞蕾克西雅和克萊兒透露所知的一切。
艾薩克（Isaac）
席德的同班同學，在班內排名第一，被同班的克莉絲汀娜·霍普認為是膚淺的人，席德常利用他考試作弊，在教堂計畫讓高魔力的學生成為復活迪亞布羅斯右臂的祭品，並引誘亞蕾克西雅和克萊兒至核心地區，最終被闇影斬殺。
赫布（Hubb）
「緋紅騎士團」的新副團長，迪亞布羅斯教團的信徒，意圖讓愛麗絲相信王國近期所有的騷亂都是闇影庭園的預謀。
格雷（Gray）
騎士團調查科長，洛基派成員，負責「開膛手傑克」案的調查，但每次都將開膛手傑克、闇影有關的記錄抹去，一直故意引導其實是霍普家聘用的殺手犯下的命案，本人是夏目卡夫卡（Beta）的書迷。

### 傳說中的人物
歐蘿拉（Aurors，聲：名塚佳織）
人稱『災厄魔女』（The Witch of Calamity），據說它給世界帶來破壞和混亂，但卻沒有留下任何記錄至今無人知曉。席德稱呼她為「紫羅蘭小姐」（Violet-San）。
實際上在歐蘿拉因魔力暴走導致身體變異後被稱為『魔人迪亞布羅斯』（Demon Diablos），血祖力量的原創者，千年前曾給世界帶來破壞和混亂，現今只有少部分教會人士和相關組織高層知曉此名，而為了隱瞞歷史真相，憑空捏造虛實相參的童話故事，就此隱瞞世人。
聖域中心事件，被席德的強大力量召喚被教會封印左手的殘魂，要求他解除對自己的束縛，感謝希德讓他獲得了自由，他們一起在聖域行動，和席德建立了特別的關係，希望席德在見到真正的自己後把自己殺死。
無法治都市事件，席德的姐姐克萊兒和噬血女王的戰鬥中因傷瀕死前介入，回報席德的恩情，給予克萊兒治療和控制力量的魔法陣，目前殘魂潛入在克萊兒體內，並且出於自身惡劣心機，常常偷窺或惡整克萊兒，同時也在變相的保護並隱瞞席德的秘密。已知右手被封印在米德加學園的遺跡中。
奧莉薇（Olivier）
過去擊敗魔人迪亞布羅斯的「三位英雄」之一，精靈族的英雄，長相和阿爾法相似，小說在聖域中心事件展現過真面目。民間流傳為男性，但實際上是女性，且為教團在過去不人道的殘忍實驗成功覺醒的覺醒者。
莉莉（Lili）
過去擊敗魔人迪亞布羅斯的「三位英雄」之一，獸人族的英雄，長相和潔塔相似，小說在米德加學園的遺跡中展現過真面目。
芙蕾雅（Freya）
過去擊敗魔人迪亞布羅斯的「三位英雄」之一，人族的英雄，小說目前未登場，新版手遊已確認和亞蕾克西雅相似。
女神蓓兒忒莉絲（Beatrix）
聖教信仰的女神。

### 魔物
迪亞布羅斯
第一魔界之王，和魔人迪亞布羅斯的歐蘿拉不同，是存在於其他世界的魔人之王，遠古時親自降臨至席德所在的世界，更因此研究學者開始提倡各大異世界存在並互相連接的學說。
諸神黃昏
第四魔界之王，也被翻譯成拉纳洛克，曾一夜之間以漆黑薔薇的力量使貝卡達帝國的十萬大軍徹底毀滅，後被教團控制在奧里亞納王國召喚出來，但被闇影斬殺，過程中被評價為是“異世界的巨大蝙蝠”、“反常的個體”、“不及戴爾塔的智商”這些悲慘的稱號。
迷霧魔龍
棲息在深淵森林內的遠古巨龍，傳說曾毀滅古代王都亞歷山德利亞，實則和亞歷山德利亞國王締結古老的契約，以濃霧守護古代王都，多年後闇影庭園與其接觸，和年幼的闇影大戰落敗，魔龍認可闇影的力量締結新的契約，使亞歷山德利亞為闇影庭園的根據地。

### 日本
西野茜（Akane Nishino，聲：堀江由衣）
席德前世「影野實」的高中同班同學。原與影野實同年，現為20歲。日本西野財團的千金，也是活躍的女演員，但因為對方每次都將自己叫成「西村茜」，同時不曾真正看著她，因此都會極力避免交流互動，過去曾多次被影野所救。
年幼時就以童星的身分進入演藝圈，但曾被跟蹤狂綁架而暫停相關活動一段時間，之後都是偽裝自己面對眾人，高二時再度被綁架，被在學校討厭的影野救出後漸漸發現影野自身的性格，並抱有了淡淡的愛意，在影野訓練出意外後偷偷的將影野的制服小心收藏至今。
擁有極為罕見的魔力，魔力色呈現金黃色，而被稱為「救世主」，但本人很不喜歡這稱號，覺醒者。在日本發生魔獸災害後，因擁有極為罕見的魔力，被兄長西野曉進行人體實驗，將魔獸體液注入體內，使魔力大幅上升，頭髮變成金髮，但無法控制魔力而暴走殺害眾多人們，被稱做「始源騎士」，後失去記憶，和哥哥西野曉至西野大學成立「彌賽亞」，成為彌賽亞的騎士。
在席德和貝塔至地球後，以為二人是從其他倖存者據點逃離的難民而收容至彌賽亞，平時在其他騎士發生意外失聯時都會擅自外出找尋，也因此常常和各個上級發生對立，彌賽亞遭受魔獸災害同時內部間諜暗中陷害魔力暴走，後再度被席德所救，同時認定高中同學影野還活著的事情。四卷末昏迷時被貝塔綁架從地球帶到席德所在的世界，來到闇影庭園。
在闇影庭園發現內部有著不同於日本的魔力技術，並且有著諸多日本的文化，起初計畫在闇影庭園提高自己的價值以此獲得返回日本的條件，之後在跟貝塔以及希妲交談中發覺對方竟然稱呼自己為「西村茜」，同時發現前世暗戀的高中同班同學也在闇影庭園，而且闇影庭園的技術可能都是影野實遭到解剖強迫實驗得知，因為這個極大的誤會，導致茜在全是強者的組織中，面臨語言不通沒有同伴的情況下，為了救出影野實，計畫借由加入闇影庭園，成為幹部來拯救影野實的作戰。
可能因為是日本人的緣故，自身的魔力運行方式跟闇影庭園的其他人完全不同，因此經常被七影之一的希妲當成實驗品來綁架，若非阿爾法跟貝塔等人的限制，恐早已被解剖。
西野曉（Akira Nishino）
「彌賽亞」創立者。西野茜的哥哥。是個徹頭徹尾的瘋狂科學家，前世席德相當討厭他到要發誓打碎西野大學每一扇窗戶來報復。
也是導致阿卡迪亞覆滅的元凶，後被優香醫生報仇殺死。曾為了創造出世界最強的騎士，以自己的親生妹妹做試驗，不斷的注入魔獸體液，成功打造出第一位騎士，之後更是進行禁忌的研究，最終導致無法控制，阿卡迪亞也因此徹底覆滅。後在西野大學成立「彌賽亞」，但依舊在秘密的進行相關研究，之後在一次意外終得到了迪亞布羅斯教團圓桌騎士第9席莫德雷德的頭顱，開發出更強大的力量，同時妹妹將席德和貝塔帶至彌賽亞，得知貝塔也是世上稀有的覺醒者之一而計畫讓貝塔成為比始源騎士更強大的存在，但最終因彌賽亞遭魔獸攻擊、內部間諜等等原因而失敗。
灰谷（Haitani）
「彌賽亞」團長兼騎士。
冴島雄大（Yudai Saejima）
「彌賽亞」副團長兼騎士。影野實的高中同班同學，由於長相與體型的關係，被人戲稱為猩猩，為「同盟」間諜但被同夥背叛遭到殺害。
優香醫生
「彌賽亞」醫生，同時也是「同盟」的間諜，在「同盟」中擁有著比冴島更高的地位，為了當年被始源騎士殺害丈夫的仇，自願被西野茜殺死。

## 用語介紹
用語皆參考台灣角川出版的繁體中文版為準。
闇影庭園（Shadow Garden）
由闇影和被救治的惡魔附體者所成立的組織，除了闇影外其餘皆為女性，視迪亞布羅斯教團為死敵，救助其他惡魔附體者和教團受害者，並調查埋沒於歷史中的真相。
有一名原本為教團的迪亞布羅斯之子成員，叛逃加入闇影庭園。
內部所有成員都會學習闇影傳承下的武術跟戰鬥風格，再加上因為曾是惡魔附體者，因此一般成員的個人戰鬥力也遠勝騎士團成員。
目前為止除七影成員以外，只有559號／維多莉亞、666號／蘿絲·奧里亞納、711號／米莉亞、712號／西野茜四人被闇影親自治癒直授魔力，在闇影庭園中是相當特別的存在。
七影
闇影創立闇影庭園時，最早期的七名屬下成員，全部都是惡魔附體者，由精靈族和獸人族的女性組成，每人在各項領域獨領風騷，並負責組織的重要工作。。
阿爾法:闇影庭園總指揮，負責管理任務，提供全方面支持。
貝塔:負責分析、記錄情報、教團調查等等文書工作。
伽瑪:負責闇影庭園內部的管理跟協調，維持庭園的資本跟運作。
戴爾塔:負責以戰鬥為主的危險任務。
伊普西龍:負責拯救惡魔附體者的實際人員，救治魔力失控的後勤。
潔塔:負責蒐集教團等外部情報的密探工作。
希妲:負責以影之知識為主的研究跟開發設計。
編號者
闇影庭園的所有成員，在正式加入後都必須要捨棄自己的一切，包括原有的身份資料都會被消除。未來只以編號為自己的名字，而編號的順序則代表加入闇影庭園先後次序，通常新加入的成員都會以數個分為一組的小組，正式訓練之後才可出任務，實力優秀者則有機會成為幹部之一（賜與希臘字母的新名字，並成為七影的直屬部下）。
四越商會
闇影庭園創立的商會。
主要販售從闇影所獲得的知識將其研究開發出來的商品。
實際上正式名稱應叫三越商會，但因和現實世界的百貨公司重名，因此翻譯為四越商會。
古代王都亞麗山德利亞
古代被毀滅的都市，當中有上古迷霧魔龍守護，現在為闇影庭園的根據地。
闇影睿智
席德前世的知識，當中的理念以及成果都是屬於跨世代的產物跟技巧，每一項都是能讓相對的各大領域產生巨大動盪的恐怖研究，也是闇影庭園短短數年內飛速提升，甚至國家層面都不容忽視的主要原因之一。
史萊姆
史萊姆的服裝跟武器，是闇影庭園所有成員使用的標準裝備。可以根據使用者的意願隨意設計變形，魔力傳導率高達99%，攻防兼備同時可以遠程射擊，缺點只有在魔力被封印的情況下，會變成液體無法保持形狀。
雪狐商會
妖狐雪女創立的商會。
主要販售仿冒四越商會商品為主，雖然雪狐商會的仿冒技術一流，但還是無法完全複製四越商會商品，信用戰爭後跟四越商會合作，闇影庭園也因此將無法都市收歸旗下，同時一些四越商會不方便做的灰色產業生意也由雪狐商會和無法都市全權代勞。
惡魔附體者
僅發生在女性的症狀。以精靈族女性發生機率最高，其次為獸人族女性，人族女性發生機率最低；在世上被視為絕症，治療方法已經失傳，但闇影庭園中的闇影、阿爾法、伊普西龍可以救治她們，但事實上惡魔附體是聖教的戲言，實際上惡魔附體者全是英雄的子孫，聖教大肆宣布發現皆需帶入聖教處死並發布身厚懸賞，只是被教團暗中綁架成為實驗體研究。
體內魔力增強且失控，會在身體某處形成黑斑，因無法隨心控制魔力進而使魔力暴走，暴走的魔力影響肉體，造成肉體產生變異。
迪亞布羅斯教團
企圖讓魔神迪亞布羅斯復活，綁架惡魔附體者，暗中支配著各大王國的黑暗組織，背後似乎有更大的陰謀。
圓桌騎士（Knights of Rounds）
共12席，教團最強戰力及最高權力支配者。只有圓桌騎士成員才擁有服用迪亞布羅斯精華的權利。
迪亞布羅斯之子
迪亞布羅斯教團會針對孤兒或窮苦人家的孩子，只要有一丁點魔力適應性就將其擄走，然後在專門設置培育、訓練、洗腦並反覆投予藥劑，存活率不到一成。存活下來的人稱為迪亞布羅斯之子，並且分成三個等級。
第三級迪亞布羅斯之子為瑕疵品多半當成棄子用，因為精神已經崩壞不必擔心洩漏情報。
第二級迪亞布羅斯之子擁有相對穩定的精神狀態，極少數第一級擁有數一數二的戰鬥力。
而對教團特別有貢獻的迪亞布羅斯之子會獲得稱號，擁有稱號的迪亞布羅斯之子稱為具名之子。
迪亞布羅斯精華
擁有使人長生不老（有限）的能力，同時會改造使用者的肉身，使之成為覺醒者，缺點是必須每年服用，而且每次產生就只有十二份。
十三夜劍
米德加王國腐敗象徵的派系，當中以達庫艾肯侯爵為主，由王國的十三位權力者組成的秘密組織，掌控許多權力、武力、財力、組織力和其他派系的把柄，可以說是王國的地下支配者。由於跟迪亞布羅斯教團和其他犯罪組織也有很深的關係，也導致無人膽敢違抗他們，後被染血小丑開膛手傑克一一暗殺，短短一週之內十三夜劍全被斬殺，甚至後人也被架空或是被其他人暗殺，王國也因此再次掌握權力。
魔劍士
以魔力強化身體戰鬥對抗強大魔物的騎士，也是一國的主要戰力，但劍士只是統稱，實際上有諸多武器流派，當中以武心流最受歡迎，後許多人以此開創如王都武心流等許多分支，諸多劍士在學徒時皆會以武心流為基礎課程。但被席德評價戰鬥技巧有欠琢磨，因為各大武流都是一脈相傳不會經過任何融合、淘汰或淬煉的過程。
女神的考驗
為慶祝聖域大門一年一度開啟而舉辦的戰鬥儀式，儀式中挑戰者可嘗試召喚出留在聖域記憶中的古代戰士對戰，但古代戰士只會回應和自己實力相當的挑戰者，每年只有十多人有資格參加，而且不見得能被古代戰士認可，甚至可能會有生命危險，但若能挑戰成功就能讓各個國家或騎士團爭先恐後出資雇用。
武心祭
全世界強者聚集的競賽，無關人種或國籍，任何劍士為了證明自己實力都不會錯過的武鬥盛宴。
聖地林德布爾姆
世界最普及的宗教聖教的聖地之一，傳聞為英雄奧莉薇斬斷魔人迪亞布羅斯的左手封印之地。
聖教
世界最普及的宗教，傳說女神蓓兒忒莉絲將自身的力量傳授給英雄，擊退魔人迪亞布羅斯。
魔界
為對其他異世界的統稱，所有世界均圍繞著一個不知名的核心作圓周運動，但有時會發生相互碰撞、干涉的情形導致兩個世界間的境界線破裂，從而讓來自外在的能量（魔力）流入兩個世界。
漆黑薔薇
長年以來一直由奧里亞納王國所掌管並封印於王家陵墓之中，為以純粹的魔力孕育出魔獸的魔力機關與異世界通道，要開啟必須要王家的血脈作為鑰匙，可透過特殊物品召喚魔人諸神黃昏。
彌賽亞
據點為日本西野大學，人類建立的倖存者據點之一，發電機跟周邊相關設備相當其全，但戰力卻比較偏低。
阿卡迪亞
為日本在發生魔物災害後所建立的倖存者據點，因為作為大量的騎士誕生地的關係引來許多的學者與倖存者聚集於此，後來因「始源騎士」西野茜的魔力暴走而被毀滅。
同盟
人類建立的倖存者據點之一，高層一直想吞併彌賽亞。
騎士
在世界發生魔物災害後，日本專門對付魔獸的人們的稱呼。
覺醒者
在騎士之中，擁有極為強大魔力之人。

## 出版書籍

### 小說
| 卷數 | KADOKAWA       | KADOKAWA               | 台灣角川       | 台灣角川                                               | 天闻角川  | 天闻角川               |
| 卷數 | 發售日期       | ISBN                   | 發售日期       | ISBN / EAN                                             | 發售日期  | ISBN                   |
| ---- | -------------- | ---------------------- | -------------- | ------------------------------------------------------ | --------- | ---------------------- |
| 1    | 2018年11月5日  | ISBN 978-4-04-735302-2 | 2020年3月16日  | ISBN 978-957-743-636-8                                 | 2024年4月 | ISBN 978-7-5570-3224-1 |
| 2    | 2019年3月5日   | ISBN 978-4-04-735580-4 | 2020年6月8日   | ISBN 978-957-743-825-6                                 |           |                        |
| 3    | 2019年7月26日  | ISBN 978-4-04-735711-2 | 2020年11月26日 | ISBN 978-986-524-067-7                                 |           |                        |
| 4    | 2021年2月26日  | ISBN 978-4-04-735878-2 | 2021年12月15日 | ISBN 978-626-321-046-2                                 |           |                        |
| 5    | 2022年12月28日 | ISBN 978-4-04-737311-2 | 2023年6月21日  | ISBN 978-626-352-598-6                                 |           |                        |
| 6    | 2023年10月30日 | ISBN 978-4-04-737691-5 | 2024年8月26日  | ISBN 978-626-400-356-8 EAN 471-128-962-104-1（特裝版） |           |                        |

### 漫畫
| 卷數 | KADOKAWA       | KADOKAWA               | 台灣角川       | 台灣角川               | 天闻角川  | 天闻角川               |
| 卷數 | 發售日期       | ISBN                   | 發售日期       | ISBN                   | 發售日期  | ISBN                   |
| ---- | -------------- | ---------------------- | -------------- | ---------------------- | --------- | ---------------------- |
| 1    | 2019年7月25日  | ISBN 978-4-04-108471-7 | 2020年4月9日   | ISBN 978-957-743-673-3 | 2023年8月 | ISBN 978-7-5570-3078-0 |
| 2    | 2019年9月24日  | ISBN 978-4-04-108683-4 | 2020年8月17日  | ISBN 978-957-743-914-7 | 2023年8月 | ISBN 978-7-5570-3078-0 |
| 3    | 2020年6月25日  | ISBN 978-4-04-109326-9 | 2021年3月29日  | ISBN 978-986-524-262-6 |           |                        |
| 4    | 2020年8月25日  | ISBN 978-4-04-109332-0 | 2021年10月20日 | ISBN 978-986-524-856-7 |           |                        |
| 5    | 2021年2月26日  | ISBN 978-4-04-111002-7 | 2022年3月24日  | ISBN 978-626-321-260-2 |           |                        |
| 6    | 2021年6月25日  | ISBN 978-4-04-111564-0 | 2022年3月24日  | ISBN 978-626-321-261-9 |           |                        |
| 7    | 2022年3月26日  | ISBN 978-4-04-111565-7 | 2022年11月17日 | ISBN 978-626-321-975-5 |           |                        |
| 8    | 2022年9月26日  | ISBN 978-4-04-112936-4 | 2023年4月13日  | ISBN 978-626-352-420-0 |           |                        |
| 9    | 2022年10月25日 | ISBN 978-4-04-112937-1 | 2023年4月13日  | ISBN 978-626-352-421-7 |           |                        |
| 10   | 2022年11月25日 | ISBN 978-4-04-112938-8 | 2023年10月11日 | ISBN 978-626-378-016-3 |           |                        |
| 11   | 2023年5月26日  | ISBN 978-4-04-113684-3 | 2024年3月7日   | ISBN 978-626-378-647-9 |           |                        |
| 12   | 2023年10月26日 | ISBN 978-4-04-113685-0 | 2024年9月5日   | ISBN 978-626-400-521-0 |           |                        |
| 13   | 2024年5月24日  | ISBN 978-4-04-114968-3 | 2025年6月12日  | ISBN 978-626-415-892-3 |           |                        |
| 14   | 2024年11月25日 | ISBN 978-4-04-115574-5 |                |                        |           |                        |
| 15   | 2025年2月26日  | ISBN 978-4-04-115857-9 |                |                        |           |                        |
| 16   | 2025年7月25日  | ISBN 978-4-04-116209-5 |                |                        |           |                        |

## 電視動畫
2022年3月26日，宣佈動畫將於同年10月首播。

### 製作人員
- 原作：逢澤大介
- 角色原案：東西
- 導演、動作作畫監督：中西和也
- 系列構成：加藤還一
- 角色設計：飯野誠
- 道具設計、槍枝作畫監督：北原大地
- 色彩設計：田中直人、岡崎順子
- 美術監督：李凡善
- 攝影監督：廣岡岳
- 編輯：坪根健太郎
- 音響監督：明田川仁
- 音響製作：Magic Capsule
- 音樂：末廣健一郎
- 音樂製作：KADOKAWA
- 動畫製作人：中村浩士
- 動畫製作：Nexus
- 製作：闇影庭園

### 主題曲
| 標題                   | 主唱                                                                           | 主唱                                                                           | 作詞           | 作曲             | 編曲             | 播放話數             |
| 電視動畫片頭曲         | 電視動畫片頭曲                                                                 | 電視動畫片頭曲                                                                 | 電視動畫片頭曲 | 電視動畫片頭曲   | 電視動畫片頭曲   | 電視動畫片頭曲       |
| ---------------------- | ------------------------------------------------------------------------------ | ------------------------------------------------------------------------------ | -------------- | ---------------- | ---------------- | -------------------- |
| HIGHEST                | OxT                                                                            | OxT                                                                            | hotaru         | Tom-H@ck         | KanadeYUK        | 第一季 第1～19話     |
| HIGHEST                | OxT                                                                            | OxT                                                                            | hotaru         | Tom-H@ck         | KanadeYUK        | 第二季 第12話        |
| grayscale dominator    | OxT                                                                            | OxT                                                                            | hotaru         | Tom-H@ck         | Tom-H@ck         | 第二季 第1話～11話   |
| 電視動畫片尾曲         |                                                                                |                                                                                |                |                  |                  |                      |
| Darling in the Night   | 七影                                                                           | 阿爾法（瀨戶麻沙美）                                                           | 烏屋茶房       | 橘亮祐、篠崎絢人 | 橘亮祐、篠崎絢人 | 第一季 第2、10、18話 |
| Darling in the Night   | 七影                                                                           | 貝塔（水瀨祈）                                                                 | 烏屋茶房       | 橘亮祐、篠崎絢人 | 橘亮祐、篠崎絢人 | 第一季 第3、12話     |
| Darling in the Night   | 七影                                                                           | 伽瑪（三森鈴子）                                                               | 烏屋茶房       | 橘亮祐、篠崎絢人 | 橘亮祐、篠崎絢人 | 第一季 第4、11、16話 |
| Darling in the Night   | 七影                                                                           | 戴爾塔（菲魯茲·藍）                                                            | 烏屋茶房       | 橘亮祐、篠崎絢人 | 橘亮祐、篠崎絢人 | 第一季 第5、13、19話 |
| Darling in the Night   | 七影                                                                           | 伊普西龍（金元壽子）                                                           | 烏屋茶房       | 橘亮祐、篠崎絢人 | 橘亮祐、篠崎絢人 | 第一季 第6、15、17話 |
| Darling in the Night   | 七影                                                                           | 潔塔（朝井彩加）                                                               | 烏屋茶房       | 橘亮祐、篠崎絢人 | 橘亮祐、篠崎絢人 | 第一季 第7、9話      |
| Darling in the Night   | 七影                                                                           | 希妲（近藤玲奈）                                                               | 烏屋茶房       | 橘亮祐、篠崎絢人 | 橘亮祐、篠崎絢人 | 第一季 第8、14話     |
| Darling in the Night   | 七影（瀨戶麻沙美、水瀨祈、三森鈴子、 菲魯茲·藍、金元壽子、朝井彩加、近藤玲奈） | 七影（瀨戶麻沙美、水瀨祈、三森鈴子、 菲魯茲·藍、金元壽子、朝井彩加、近藤玲奈） | 烏屋茶房       | 橘亮祐、篠崎絢人 | 橘亮祐、篠崎絢人 | 第二季 第8話         |
| Polaris in the Night   | 暗影庭園編號者                                                                 | 拉姆達（長谷川育美）                                                           | 深川琴美       | 伊藤翼           | 伊藤翼           | 第二季 第2、10話     |
| Polaris in the Night   | 暗影庭園編號者                                                                 | 紐（內田真禮）                                                                 | 深川琴美       | 伊藤翼           | 伊藤翼           | 第二季 第3、6話      |
| Polaris in the Night   | 暗影庭園編號者                                                                 | 希（南真由）                                                                   | 深川琴美       | 伊藤翼           | 伊藤翼           | 第二季 第4、9話      |
| Polaris in the Night   | 暗影庭園編號者                                                                 | 奧米伽（前川涼子）                                                             | 深川琴美       | 伊藤翼           | 伊藤翼           | 第二季 第5、11話     |
| 電視動畫插入曲         |                                                                                |                                                                                |                |                  |                  |                      |
| Everything is Changing | 前島麻由                                                                       | 前島麻由                                                                       | 川田真美       | 中澤伴行         | 中澤伴行         | 第二季 第7話         |

### 各話列表
| 話數   | 標題                   | 劇本     | 分鏡     | 演出     | 作畫監督                   | 動作 作畫監督 | 槍械 作畫監督 | 總作畫監督 | 首播日期       |        |        |        |        |        |        |        |        |        |        |        |        |        |        |        |
| 第一季 | 第一季                 | 第一季   | 第一季   | 第一季   | 第一季                     | 第一季        | 第一季        | 第一季     | 第一季         | 第一季 | 第一季 | 第一季 | 第一季 | 第一季 | 第一季 | 第一季 | 第一季 | 第一季 | 第一季 | 第一季 | 第一季 | 第一季 | 第一季 | 第一季 |
| ------ | ---------------------- | -------- | -------- | -------- | -------------------------- | ------------- | ------------- | ---------- | -------------- | ------ | ------ | ------ | ------ | ------ | ------ | ------ | ------ | ------ | ------ | ------ | ------ | ------ | ------ | ------ |
| #01    | 討厭的同學             | 加藤還一 | 中西和也 | 中西和也 | 野田康行                   | 中西和村      | 北原大地      | 飯野誠     | 2022年 10月5日 |        |        |        |        |        |        |        |        |        |        |        |        |        |        |        |
| #02    | 組成闇影庭園           | 加藤還一 | 中西和也 | 中西和也 | 明珍宇作                   | 中西和村      | 北原大地      | 飯野誠     | 10月12日       |        |        |        |        |        |        |        |        |        |        |        |        |        |        |        |
| #03    | 凡人的劍               | 加藤還一 | 中西和也 | 高島大輔 | 北原大地                   | 中西和村      | -             | 野田康行   | 10月19日       |        |        |        |        |        |        |        |        |        |        |        |        |        |        |        |
| #04    | 給施虐的酬勞           | 岡田邦彦 | 水本葉月 | 水本葉月 | 田邊陽子 明珍宇作 北原大地 | 中西和村      | -             | 飯野誠     | 10月26日       |        |        |        |        |        |        |        |        |        |        |        |        |        |        |        |
| #05    | I AM…                  | 井上美緒 | 中西和也 | 中西和也 | 明珍宇作                   | 中西和村      | 北原大地      | 野田康行   | 11月2日        |        |        |        |        |        |        |        |        |        |        |        |        |        |        |        |
| #06    | 冒牌貨                 | 加藤還一 | 高島大輔 | 高島大輔 | 北原大地                   | 中西和村      | 北原大地      | 飯野誠     | 11月9日        |        |        |        |        |        |        |        |        |        |        |        |        |        |        |        |
| #07    | 謀略與流血的劍術大會   | 岡田邦彥 | 中西和也 | 中西和也 | 北原大地                   | 中西和村      | -             | 野田康行   | 11月16日       |        |        |        |        |        |        |        |        |        |        |        |        |        |        |        |
| #08    | 被當成目標的魔劍士學園 | 井上美緒 | 高島大輔 | 高島大輔 | 明珍宇作                   | 中西和村      | 北原大地      | 飯野誠     | 11月23日       |        |        |        |        |        |        |        |        |        |        |        |        |        |        |        |
| #09    | 冒牌貨的下場           | 加藤還一 | 中西和也 | 中西和也 | 北原大地                   | 中西和村      | 北原大地      | 野田康行   | 11月30日       |        |        |        |        |        |        |        |        |        |        |        |        |        |        |        |
| #10    | 聖地·欺瞞之都          | 岡田邦彥 | 高島大輔 | 高島大輔 | 明珍宇作                   | 中西和村      | -             | 飯野誠     | 12月7日        |        |        |        |        |        |        |        |        |        |        |        |        |        |        |        |
| #11    | 女神的考驗             | 井上美緒 | 中西和也 | 高島大輔 | 北原大地                   | 中西和村      | -             | 野田康行   | 12月14日       |        |        |        |        |        |        |        |        |        |        |        |        |        |        |        |
| #12    | 記憶之中的真實         | 加藤還一 | 中西和也 | 中西和也 | 明珍宇作                   | 中西和村      | -             | 飯野誠     | 12月21日       |        |        |        |        |        |        |        |        |        |        |        |        |        |        |        |
| #13    | 獻給消逝的血鬪         | 岡田邦彥 | 高島大輔 | 高島大輔 | 北原大地                   | 中西和村      | -             | 野田康行   | 12月28日       |        |        |        |        |        |        |        |        |        |        |        |        |        |        |        |
| #14    | 你的謊言，你的願望     | 井上美緒 | 中西和也 | 中西和也 | 明珍宇作                   | 中西和村      | -             | 飯野誠     | 2023年 1月4日  |        |        |        |        |        |        |        |        |        |        |        |        |        |        |        |
| #15    | 最強最弱的男人         | 加藤還一 | 西澤晋   | 高島大輔 | 北原大地                   | 中西和村      | -             | 野田康行   | 1月11日        |        |        |        |        |        |        |        |        |        |        |        |        |        |        |        |
| #16    | 無形的意圖             | 岡田邦彥 | 德本善信 | 德本善信 | 明珍宇作                   | 中西和村      | -             | 飯野誠     | 1月18日        |        |        |        |        |        |        |        |        |        |        |        |        |        |        |        |
| #17    | 照亮黑暗的月光         | 井上美緒 | 西澤晋   | 高島大輔 | 北原大地                   | 中西和村      | -             | 野田康行   | 1月25日        |        |        |        |        |        |        |        |        |        |        |        |        |        |        |        |
| #18    | 瞬間賭注               | 岡田邦彥 | 德本善信 | 德本善信 | 明珍宇作                   | 中西和村      | -             | 飯野誠     | 2月1日         |        |        |        |        |        |        |        |        |        |        |        |        |        |        |        |
| #19    | 舞蹈人偶               | 井上美緒 | 中西和也 | 高島大輔 | 北原大地                   | 中西和村      | -             | 野田康行   | 2月8日         |        |        |        |        |        |        |        |        |        |        |        |        |        |        |        |
| #20    | 魔神降臨               | 加藤還一 | 中西和也 | 中西和也 | 飯野城 明珍宇作            | -             | -             | 飯野誠     | 2月15日        |        |        |        |        |        |        |        |        |        |        |        |        |        |        |        |
| 第二季 |                        |          |          |          |                            |               |               |            |                |        |        |        |        |        |        |        |        |        |        |        |        |        |        |        |
| #01    | 無法都市               | 加藤還一 | 中西和也 | 中西和也 | 北原大地                   | 中西和也      | -             | 飯野誠     | 2023年 10月4日 |        |        |        |        |        |        |        |        |        |        |        |        |        |        |        |
| #02    | 安歇之地               | 加藤還一 | 中西和也 | 高島大輔 | 明珍宇作                   | 中西和也      | -             | 飯野誠     | 10月11日       |        |        |        |        |        |        |        |        |        |        |        |        |        |        |        |
| #03    | 覺醒之時               | 加藤還一 | 中西和也 | 中西和也 | 明珍宇作 北原大地          | -             | -             | 飯野誠     | 10月18日       |        |        |        |        |        |        |        |        |        |        |        |        |        |        |        |
| #04    | 偽裝的假面             | 加藤還一 | 中西和也 | 高島大輔 | 陳達理                     | 中西和也      | -             | 飯野誠     | 10月25日       |        |        |        |        |        |        |        |        |        |        |        |        |        |        |        |
| #05    | 穿針引線之人           | 加藤還一 | 中西和也 | 中西和也 | 明珍宇作                   | 中西和也      | -             | 飯野誠     | 11月1日        |        |        |        |        |        |        |        |        |        |        |        |        |        |        |        |
| #06    | 約翰・史密斯           | 加藤還一 | 中西和也 | 高島大輔 | 北原大地                   | 中西和也      | -             | 飯野誠     | 11月8日        |        |        |        |        |        |        |        |        |        |        |        |        |        |        |        |
| #07    | 重要的東西             | 加藤還一 | 中西和也 | 中西和也 | 陳達理                     | 中西和也      | -             | 飯野誠     | 11月15日       |        |        |        |        |        |        |        |        |        |        |        |        |        |        |        |
| #08    | 龍之淚                 | 加藤還一 | 中西和也 | 高島大輔 | 明珍宇作 北原大地          | 中西和也      | -             | 飯野誠     | 11月22日       |        |        |        |        |        |        |        |        |        |        |        |        |        |        |        |
| #09    | 鑰匙                   | 加藤還一 | 中西和也 | 高島大輔 | 明珍宇作                   | 中西和也      | -             | 明珍宇作   | 11月29日       |        |        |        |        |        |        |        |        |        |        |        |        |        |        |        |
| #10    | 籠中鳥                 | 加藤還一 | 中西和也 | 高島大輔 | 北原大地                   | 中西和也      | -             | 飯野誠     | 12月6日        |        |        |        |        |        |        |        |        |        |        |        |        |        |        |        |
| #11    | 了斷                   | 加藤還一 | 中西和也 | 中西和也 | 陳達理                     | 中西和也      | -             | 飯野誠     | 12月13日       |        |        |        |        |        |        |        |        |        |        |        |        |        |        |        |
| #12    | HIGHEST                | 加藤還一 | 中西和也 | 中西和也 | 明珍宇作                   | 中西和也      | -             | 飯野誠     | 12月20日       |        |        |        |        |        |        |        |        |        |        |        |        |        |        |        |

### 播映平台
| 播映地區         | 播映平台                         | 播映日期                     | 播映時間              | 備註          |
| 第一季           | 第一季                           | 第一季                       | 第一季                | 第一季        |
| ---------------- | -------------------------------- | ---------------------------- | --------------------- | ------------- |
| 香港、澳門、台灣 | bilibili                         | 2022年10月5日－2023年2月15日 | 星期三 22:30（UTC+8） | [ 28 ]        |
| 香港、澳門、台灣 | Ani-One中文頻道                  | 2022年10月5日－2023年2月15日 | 星期三 22:30（UTC+8） | [ 29 ]        |
| 台灣             | 巴哈姆特動畫瘋、KKTV、friDay影音 | 2022年10月5日－2023年2月15日 | 星期三 22:30（UTC+8） | [ 30 ] [ 31 ] |
| 第二季           |                                  |                              |                       |               |
| 香港、澳門、台灣 | bilibili                         | 2023年10月4日－12月20日      | 星期三 22:30（UTC+8） |               |
| 香港、澳門、台灣 | Ani-One中文頻道                  | 2023年10月4日－12月20日      | 星期三 22:30（UTC+8） |               |
| 台灣             | 巴哈姆特動畫瘋、KKTV、friDay影音 | 2023年10月4日－12月20日      | 星期三 22:30（UTC+8） |               |

### 藍光&DVD
| 卷數   | 發行日期      | 收錄話數       | 規格編號   | 規格編號   |
| 卷數   | 發行日期      | 收錄話數       | 藍光版     | DVD版      |
| 第一季 | 第一季        | 第一季         | 第一季     | 第一季     |
| ------ | ------------- | -------------- | ---------- | ---------- |
| 1      | 2023年1月25日 | 第1話－第5話   | ZMXZ-16261 | ZMBZ-16271 |
| 2      | 2023年2月22日 | 第6話－第10話  | ZMXZ-16262 | ZMBZ-16272 |
| 3      | 2023年3月24日 | 第11話－第15話 | ZMXZ-16263 | ZMBZ-16273 |
| 4      | 2023年4月26日 | 第16話－第20話 | ZMXZ-16264 | ZMBZ-16274 |
| 第二季 |               |                |            |            |
| 1      | 2024年1月24日 | 第1話－第4話   | ZMXZ-16981 | ZMBZ-16991 |
| 2      | 2024年2月28日 | 第5話－第8話   | ZMXZ-16982 | ZMBZ-16992 |
| 3      | 2024年3月27日 | 第9話－第12話  | ZMXZ-16983 | ZMBZ-16993 |

## 游戏
Aiming于2022年11月29日发行《我想成為影之強者！》改篇的3D动画RPG电子手机游戏，该游戏取名为《我想成為影之強者！庭園大師》。

## 外部連結
小說
- 我想成為影之強者！【web版】成為小説家吧（日語）

漫畫
- 我想成為影之強者！－坂野杏梨／逢沢大介／東西｜Comp Ace（日語）
- 我想成為影之強者！ 暗影外傳－瀬田U／逢沢大介／東西｜Comp Ace（日語）
- 「我想成為影之強者！」漫畫連載網站（日語）

電視動畫
- 電視動畫「我想成為影之強者！」官方網站（日語）
- 電視動畫「我想成為影之強者！ 2nd season」官方網站（日語）
- 「我想成為影之強者！」官方的X（前Twitter）

遊戲
- 我想成為影之強者！庭園大師 中文版官方網站（星宇娛樂）（繁體中文）
- 【官方】我想成為影之強者！庭園大師（日語）
- 「我想成為影之強者！庭園大師」官方的X（前Twitter）